# Lauberhornabfahrt
Die Lauberhornabfahrt bei Wengen in der Schweiz ist die längste Abfahrt im alpinen Skirennsport. Sie zählt zu den Klassikern des 1967 eingeführten Alpinen Skiweltcups und ist bereits seit 1. Februar 1930 Schauplatz des Lauberhornrennens.

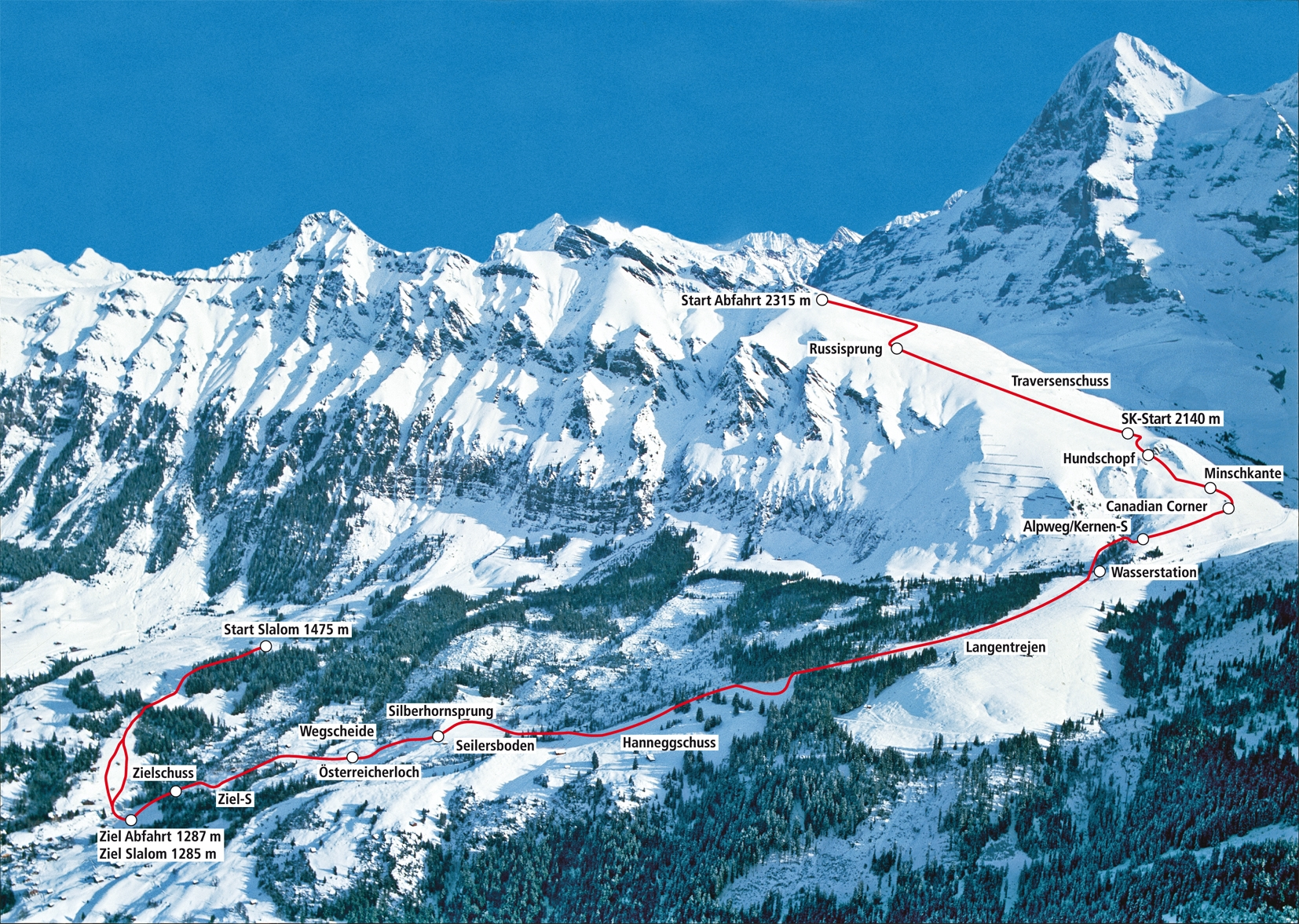
Streckenplan der Lauberhornrennen

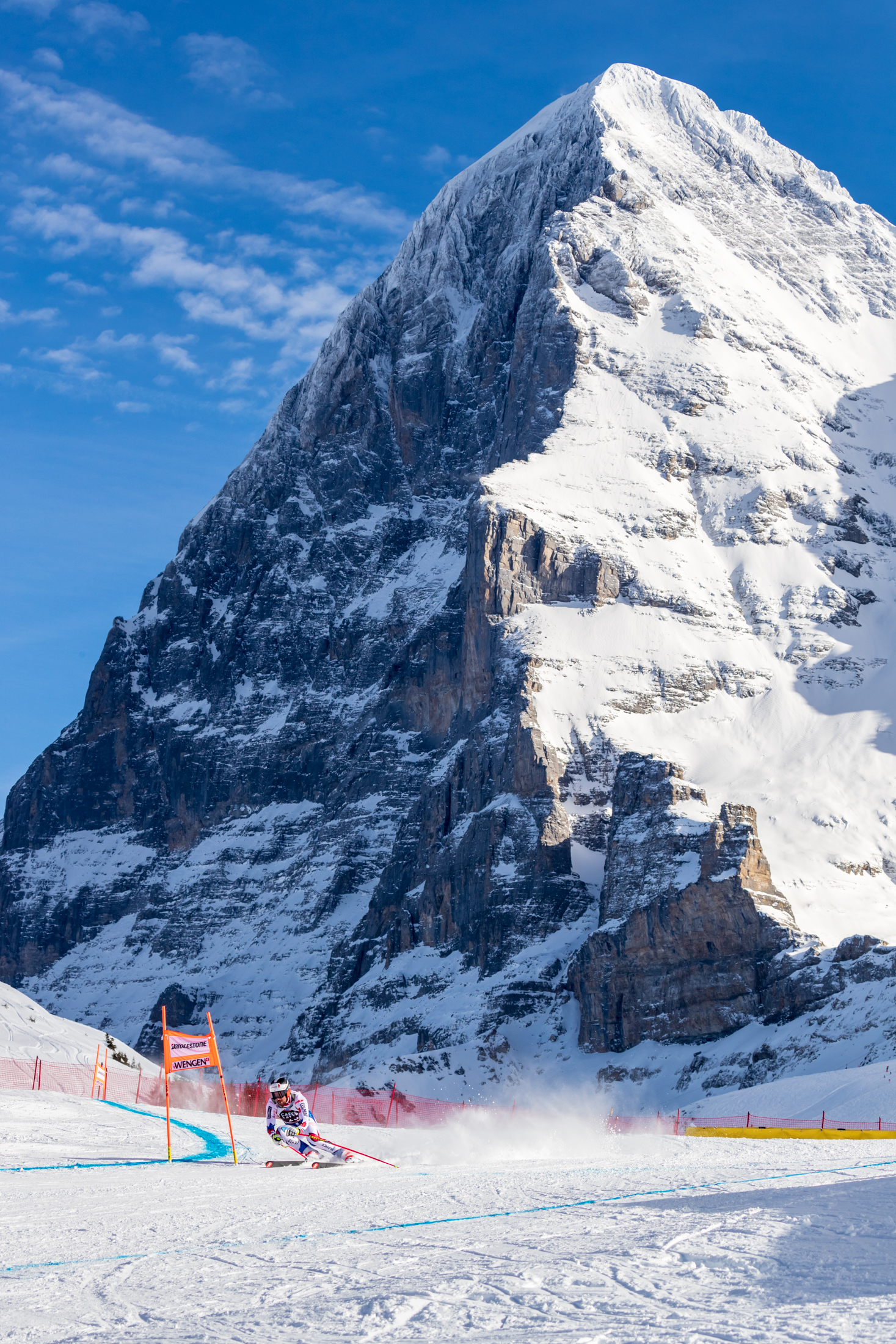
Die Panoramakurve mit Blick auf den Eiger, 2019

Die knapp 4500 m lange Strecke führt von der Südschulter des Lauberhorns hinunter in den südlich von Wengen gelegenen Weiler Schiltwald bei Innerwengen. Derzeit bewältigen die Sieger diese in einer Laufzeit von ca. 2:30 Minuten.
Die Lauberhornabfahrt ist auch bekannt für ihre Kulisse aus Eiger, Mönch und Jungfrau.

## Geschichte
Die Lauberhornrennen wurden 1930 vom einheimischen Skirennläufer Ernst Gertsch begründet. Seit dessen Gründung 1967 sind sie Teil des Alpinen Skiweltcups der FIS. War Gertsch 1930 mit einem Gesamtbudget von 500 Schweizer Franken gestartet, liegt der Gesamtumsatz der Lauberhornrennen heute bei acht Millionen. Die Abfahrt wird jährlich von bis zu 38'000 Menschen und über 400 Journalisten vor Ort besucht.

Ursprünglicher Rennstart mit Gründer und Rennfahrer Ernst Gertsch, um 1935
Die Wasserstation war drei Jahre vor Begründung der Lauberhornrennen Start eines «No-Fall-Rennens», 1927

## Streckenführung

### Start
(2315 m ü. M. | 0.00.0 Fahrminuten)
Der Start der Abfahrt liegt auf 2315 m ü. M. auf der Lauberhornschulter, die von der Kleinen Scheidegg mittels Sessellift zu erreichen ist. Das Starthaus ist, anders als die meisten Weltcup-Starthäuser, ein permanentes Holzhaus. Es gibt den Blick frei auf die Bergkulisse von Eiger, Mönch und Jungfrau.

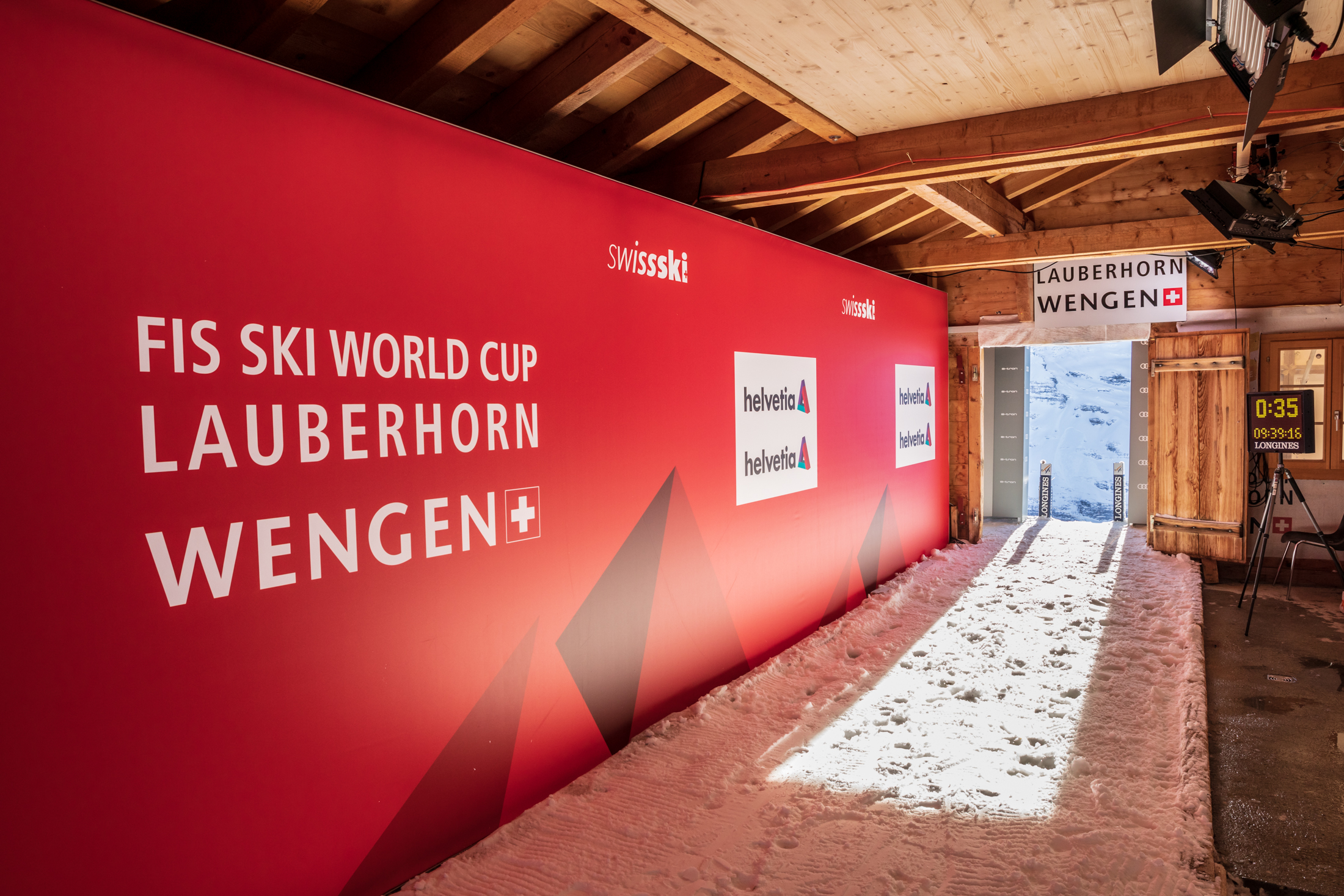
Innenraum des Starthauses, 2019
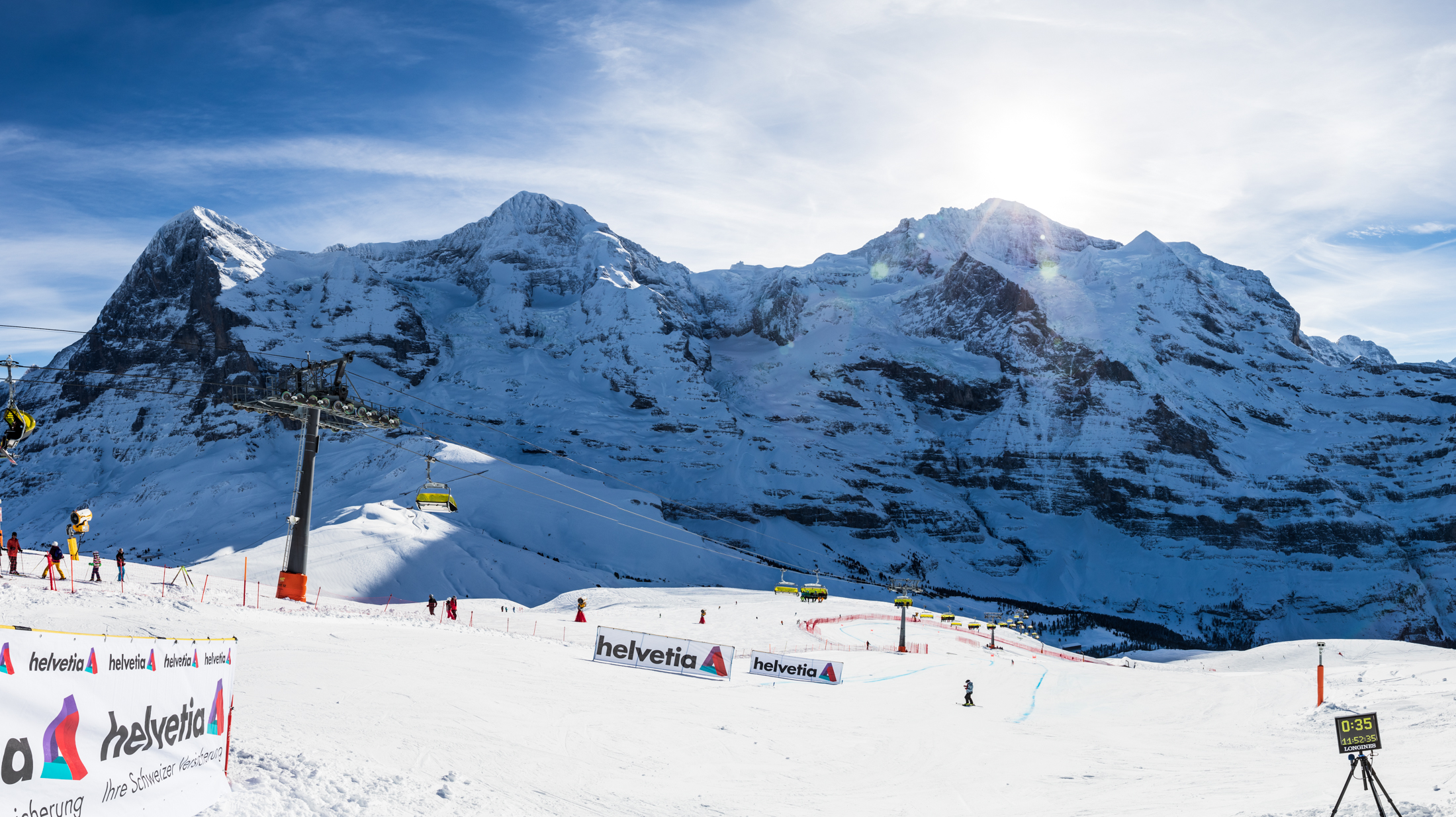
Blick vom Starthaus auf Eiger, Mönch und Jungfrau, 2019
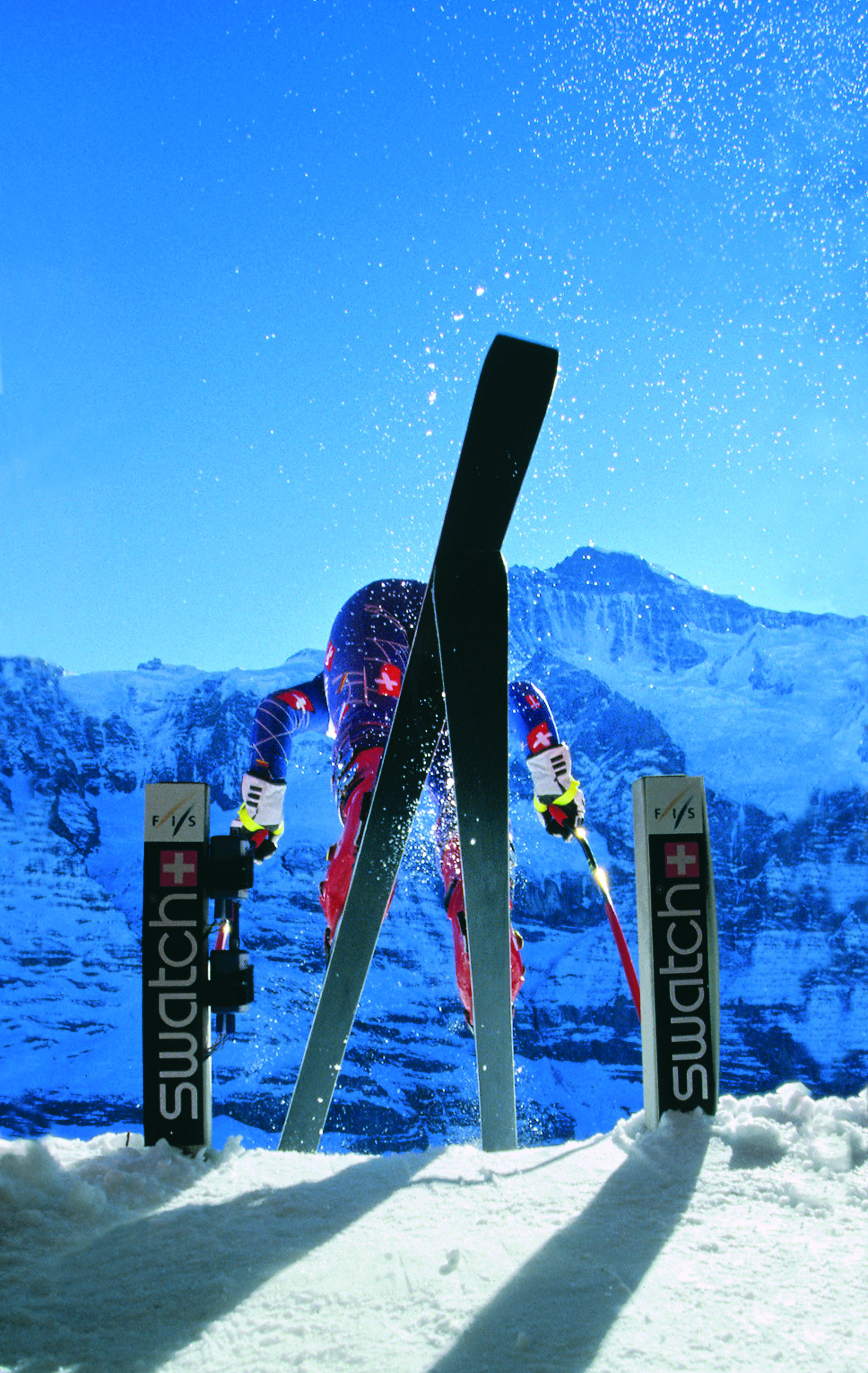
Rennstart eines Schweizer Athleten, um 2000
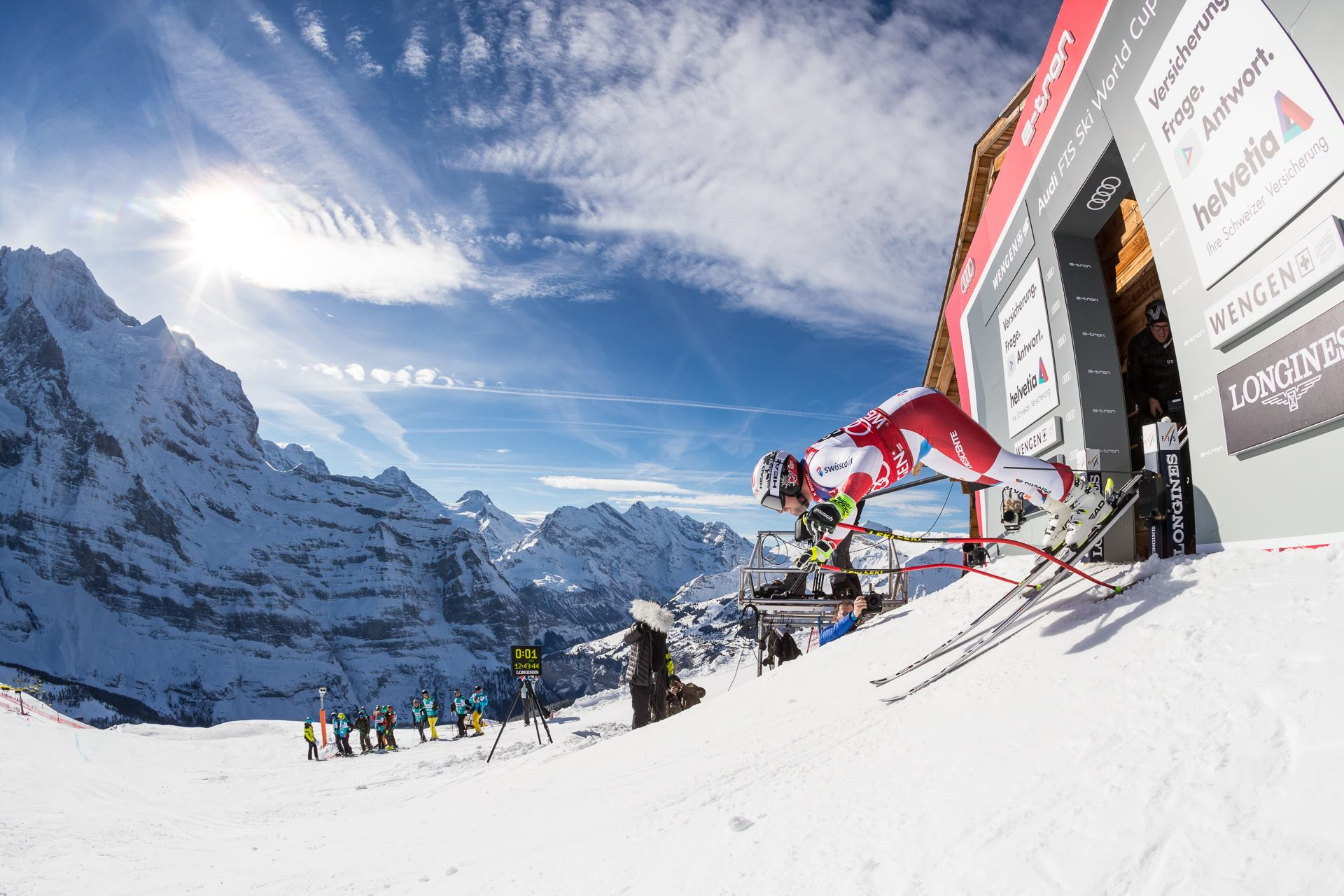
Rennstart von Beat Feuz, 2019

### Starthang und Obere Kurve
(2315 m ü. M. | 0.00.1 Fahrminuten)
Der obere Streckenabschnitt ist eher flach und besteht aus Gleitstücken sowie langgezogenen Kurven. Der vermeintlich einfache Starthang mit geringem Gefälle und kaum drehender Streckenführung ist «trügerisch» (Bernhard Russi), denn er erfordert hervorragende Beschleunigungs- und Gleitfähigkeiten. Er geht in eine langgezogene Rechtskurve über, die über eine schmale Passage zwischen Felsen und Auffangnetzen auf den Russisprung hinführt.

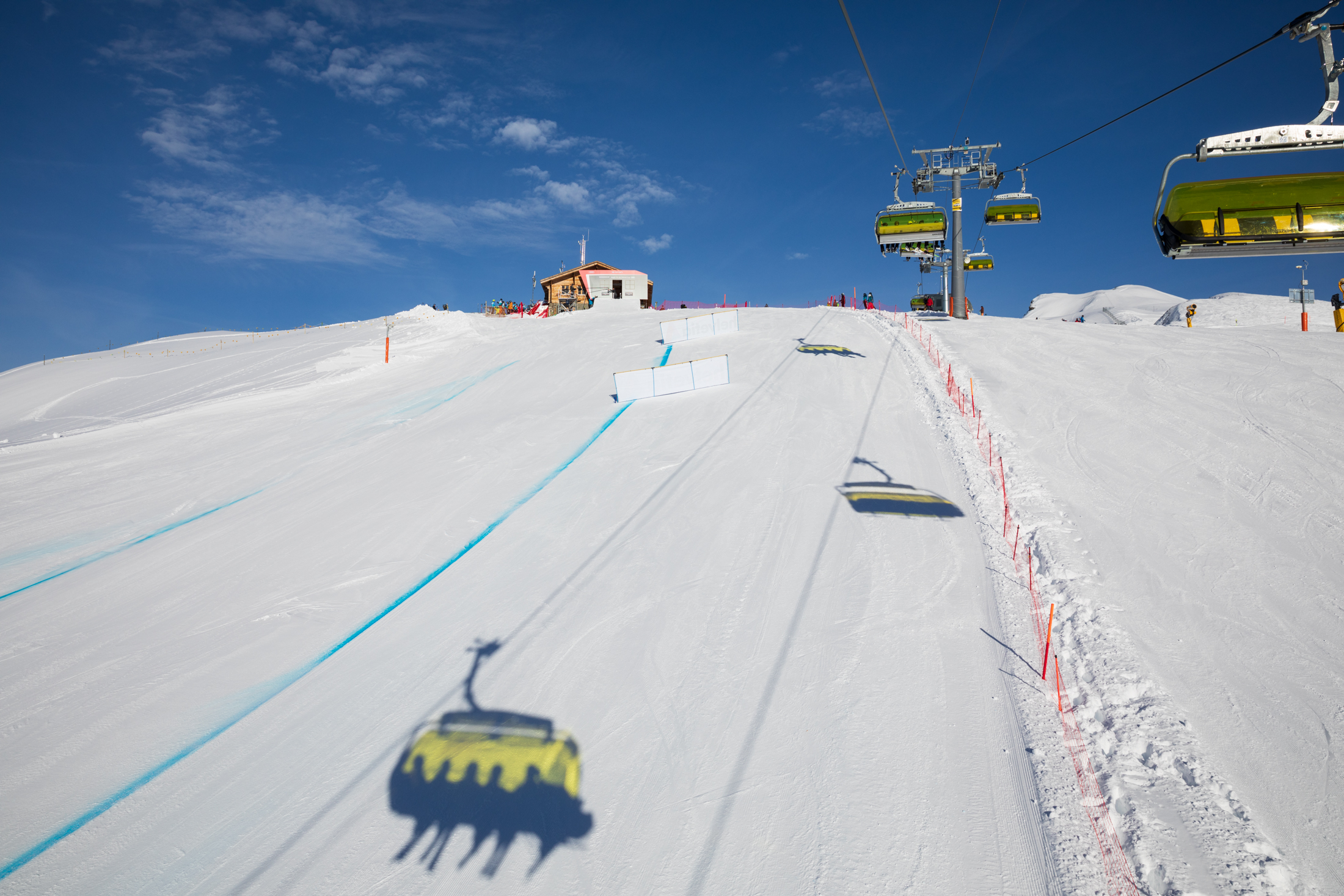
Blick über den Starthang, 2019
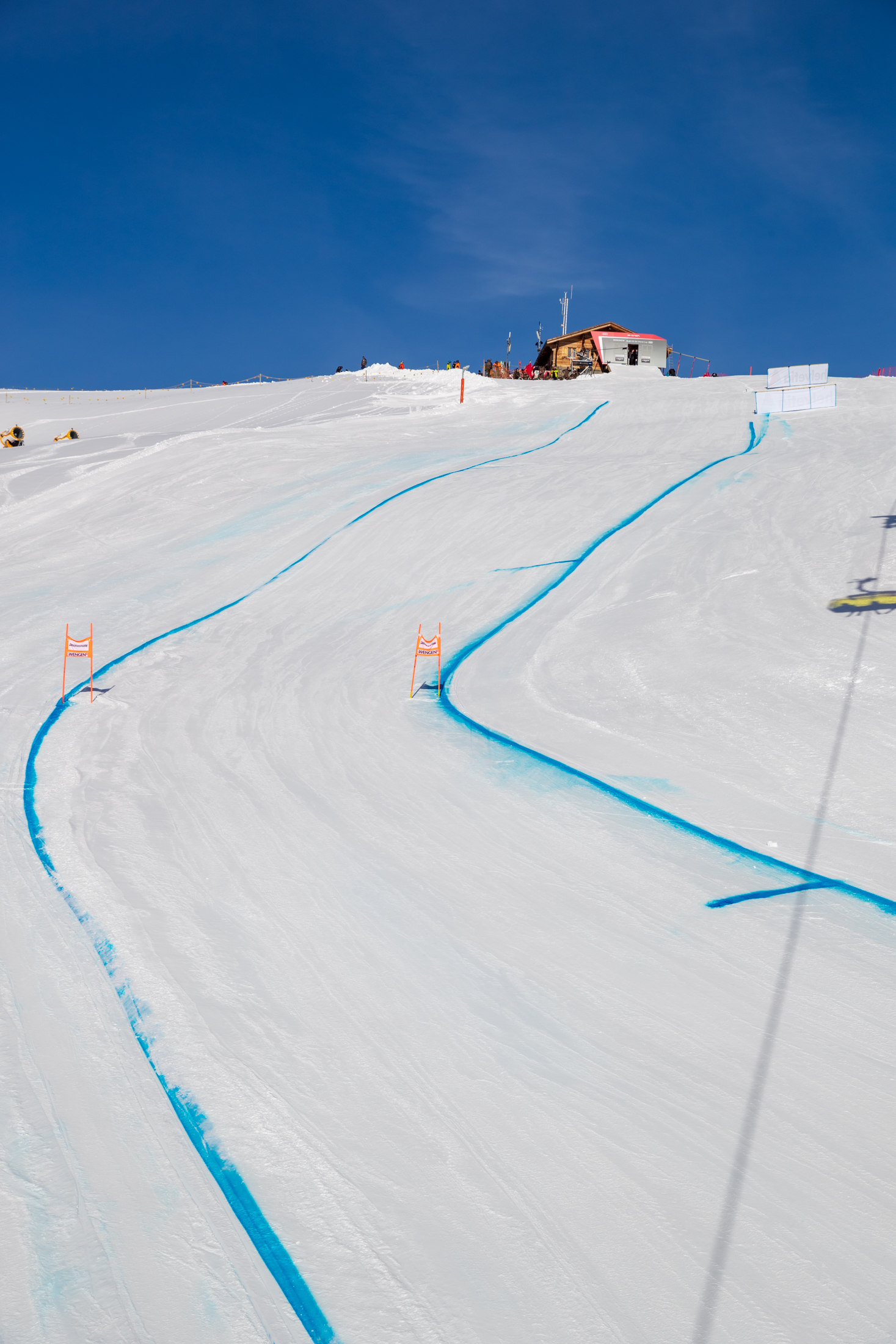
Leichte Kurven im Starthang, 2019
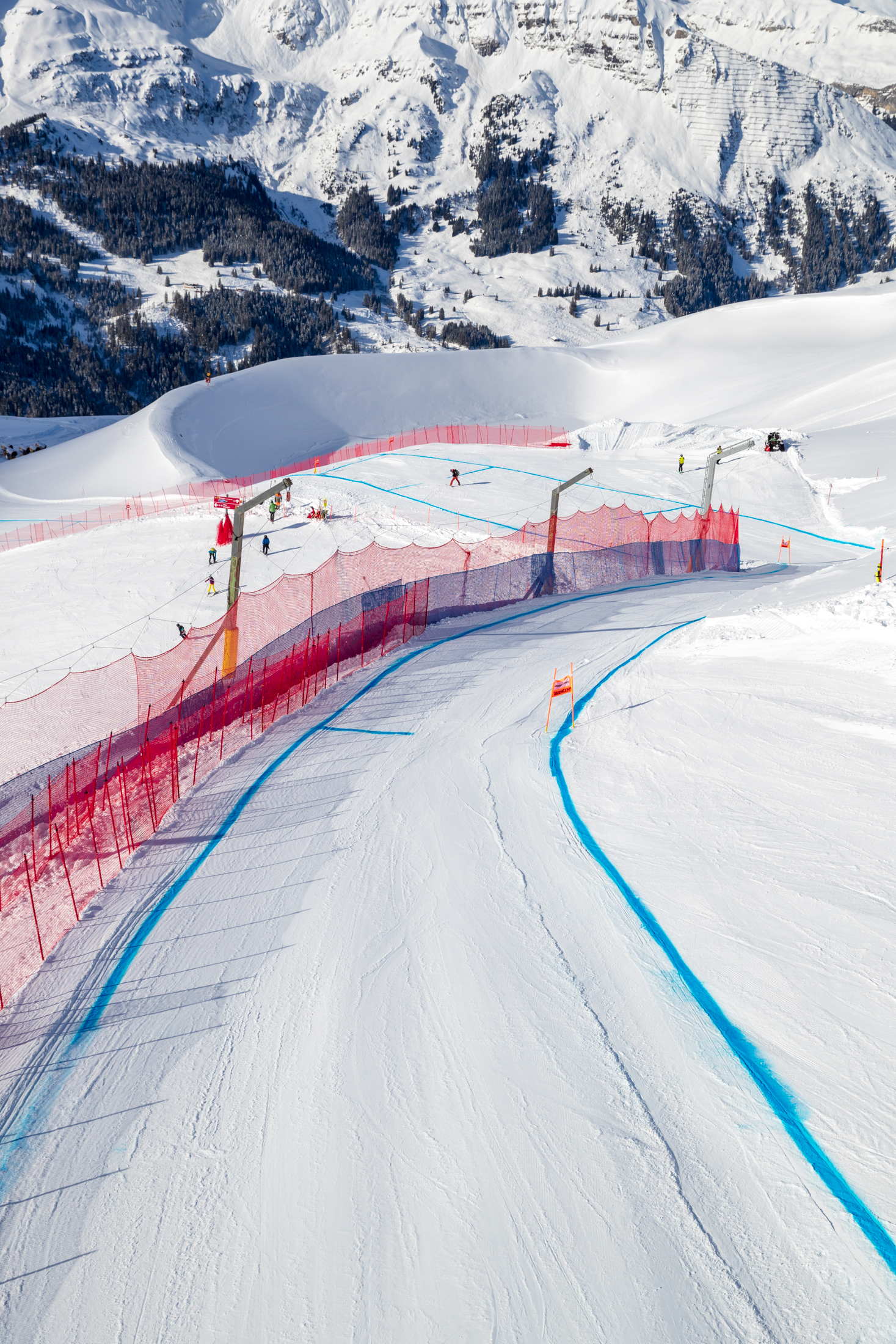
Langgezogene Rechtskurve nach dem Starthang, 2019

### Russisprung
(2180 m ü. M. | 0.22.7 Fahrminuten)
Der Sprung wurde vom Ex-Skirennfahrer und Pistenbauer Bernhard Russi 1988 errichtet und ist nach ihm benannt. Russi hatte den Sprung im vorangehenden Frühjahr für Probeaufnahmen erbauen lassen. Auf Betreiben von Renndirektor Fredy Fuchs wurde der Sprung in die Rennstrecke integriert. Der Sprung führt in flaches Gelände und geht im Idealfall rund 40 bis 50 Meter weit. Der Russisprung führt an einem Speichersee vorbei, der zur Speisung der Beschneiungsanlagen angelegt wurde.

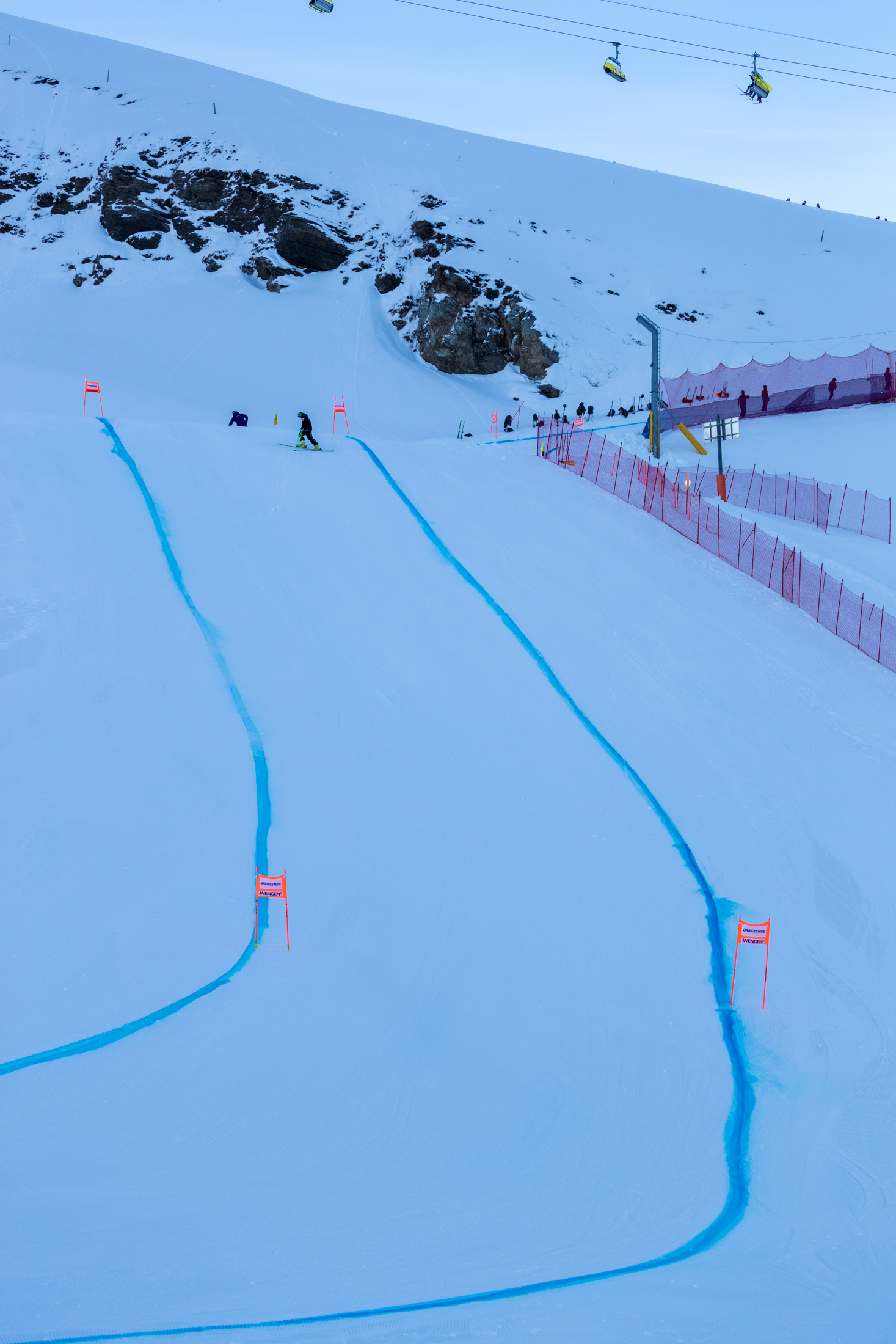
Der Russi-Sprung von unten, 2019
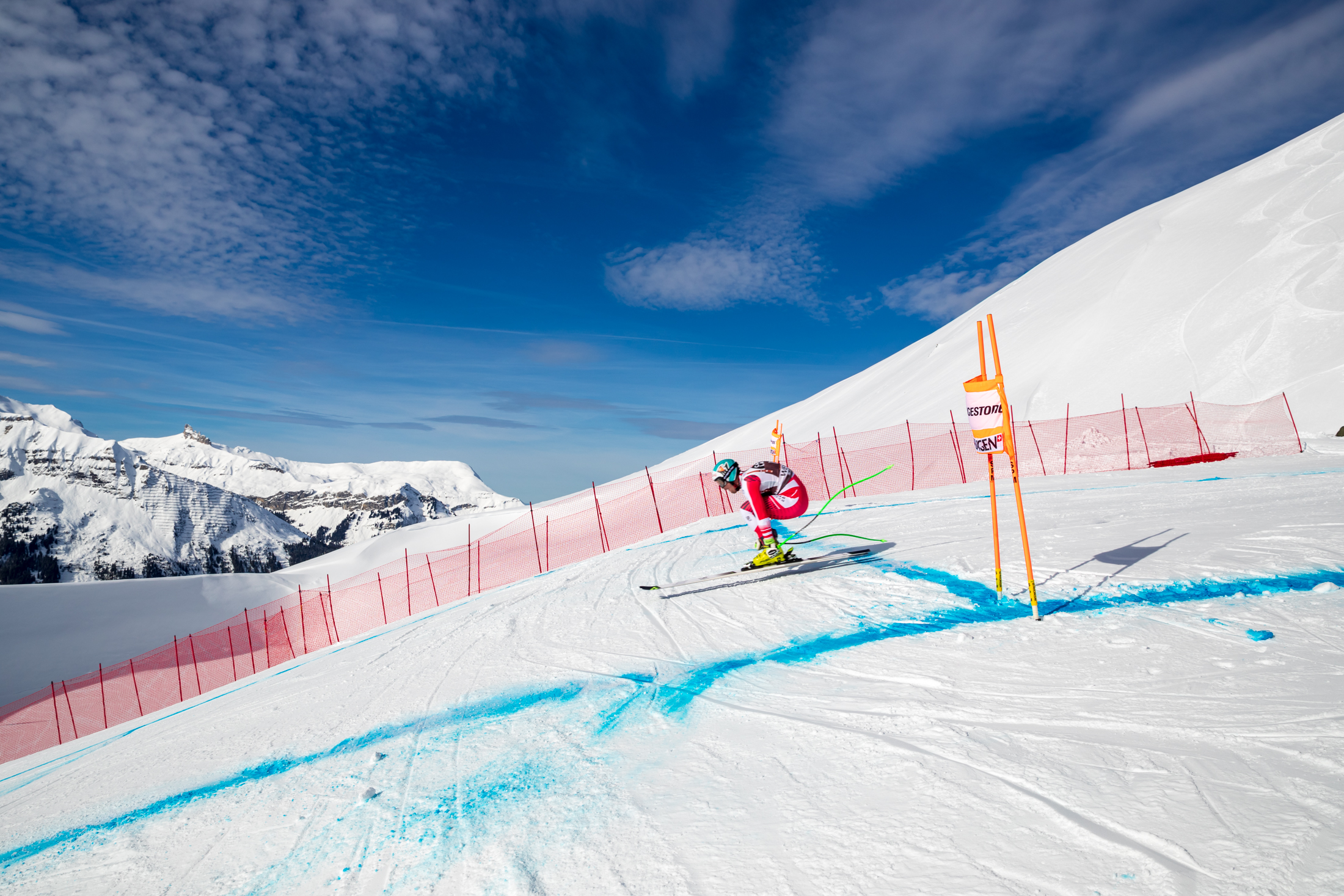
Ein österreichischer Athlet bewältigt den Russi-Sprung, 2019

### Traversenschuss
(2120 m ü. M. | 0.29.3 Fahrminuten)

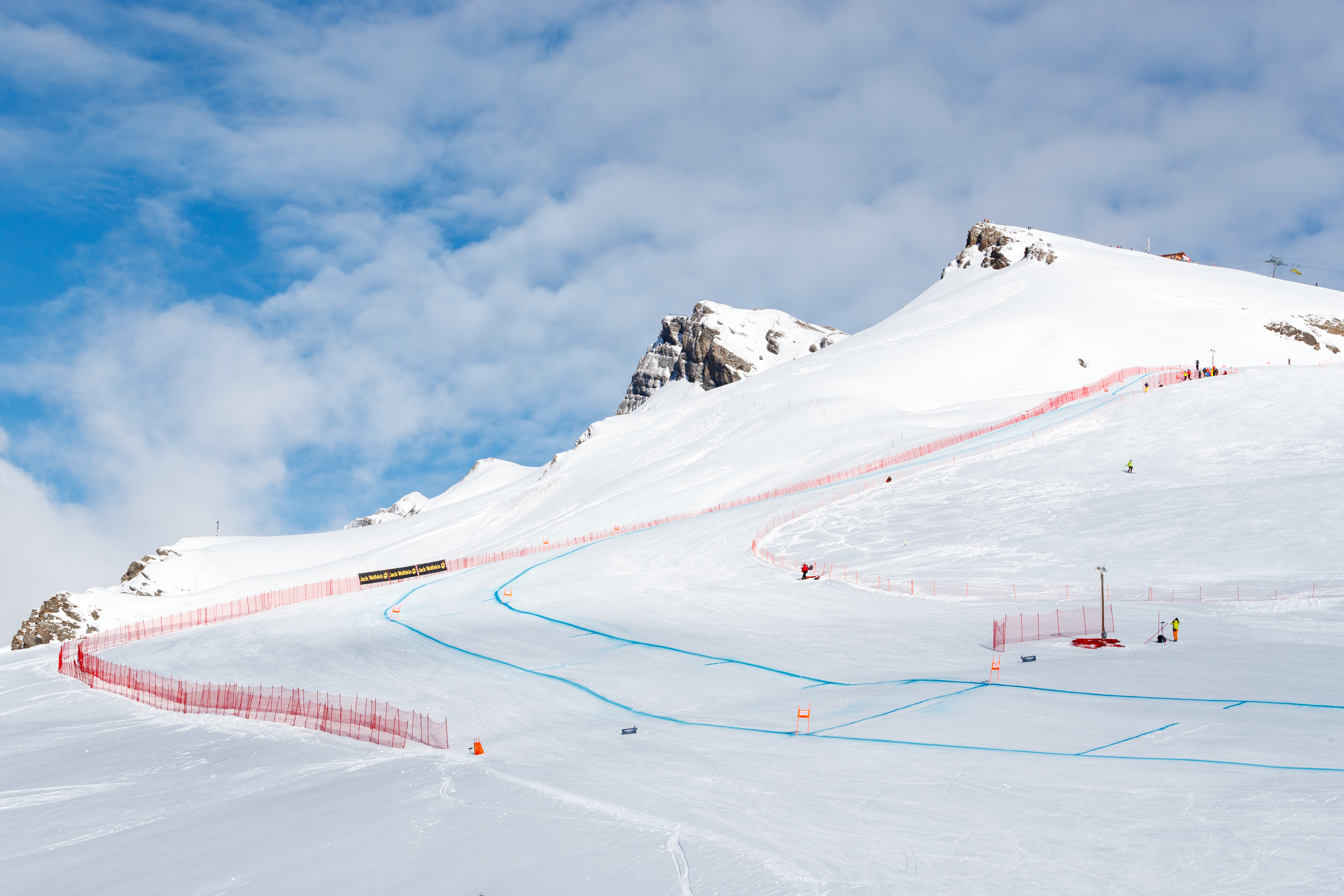
Traversenschuss, 2019

Auf den Russisprung folgt ein erneutes Gleiterstück, der von leichten Kurven und zwei Geländewellen durchsetzte Traversenschuss. Das Tempo steigt hier von 100 auf über 130 km/h.

### Traverse
(2010 m ü. M. | 0.39.2 Fahrminuten)
Eine scharfe Linkskurve bildet den Übergang in die Traverse, in der das Gelände nach rechts abfällt. Erst hier, nach 40 Fahrsekunden, wird die erste Zwischenzeit gemessen. In dieser Region befindet sich der Start der Kombinations-Abfahrt.

### Panoramakurve
(2000 m ü. M. | 0.44.1 Fahrminuten)

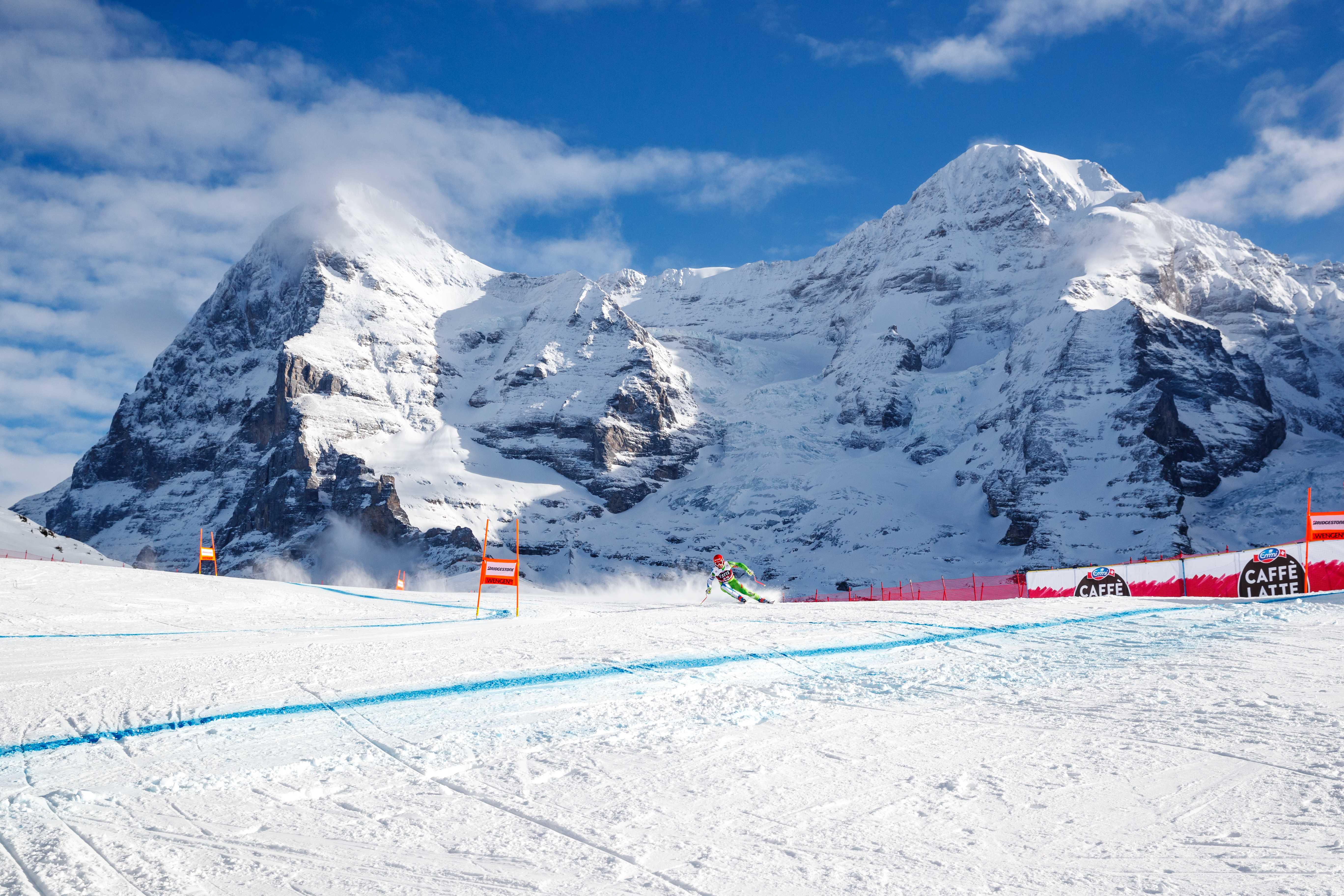
Panoramakurve mit Eiger und Mönch, 2019

Durch das immer schnellere Material waren in der Geschichte der Lauberhornabfahrt immer wieder Anpassungen vonnöten. So wurde zwecks Temporeduktion die so genannte Panoramakurve angelegt, um die Tempi der Fahrer vor der heiklen Passage am Hundschopf zu verringern. Ihren Namen erhielt die langgezogene Rechtskurve durch die Aussicht auf die monumental über der Piste aufragenden Gipfel Eiger, Mönch und Jungfrau.

### Hundschopf
(1975 m ü. M. | 0.53.7 Fahrminuten)
Nach einer engen S-Kurve zur Temporeduktion folgt die berühmteste Stelle der Abfahrt, der spektakuläre Sprung über den Hundschopf. Die Kante liegt auf einer engen Stelle zwischen zwei Felsen, an der es 15 Meter in die Tiefe geht. Der kurze Sturzraum und die sofort nach links wegdrehende Piste erschweren die Stelle zusätzlich. «Auf engstem Raum kommt alles zum Tragen, was von einem Abfahrer abverlangt wird. Die Kurven davor sind enger als üblich, zwischen den Felsen links und dem Fangnetz rechts sind höchsten 5 Meter, die Sprungkante ist nur zu erahnen, die Linienwahl ist geprägt durch den Abschluss des Netzes und die Vorstellungskraft des Fahrers. Und danach das Bodenlose!» (Bernhard Russi)

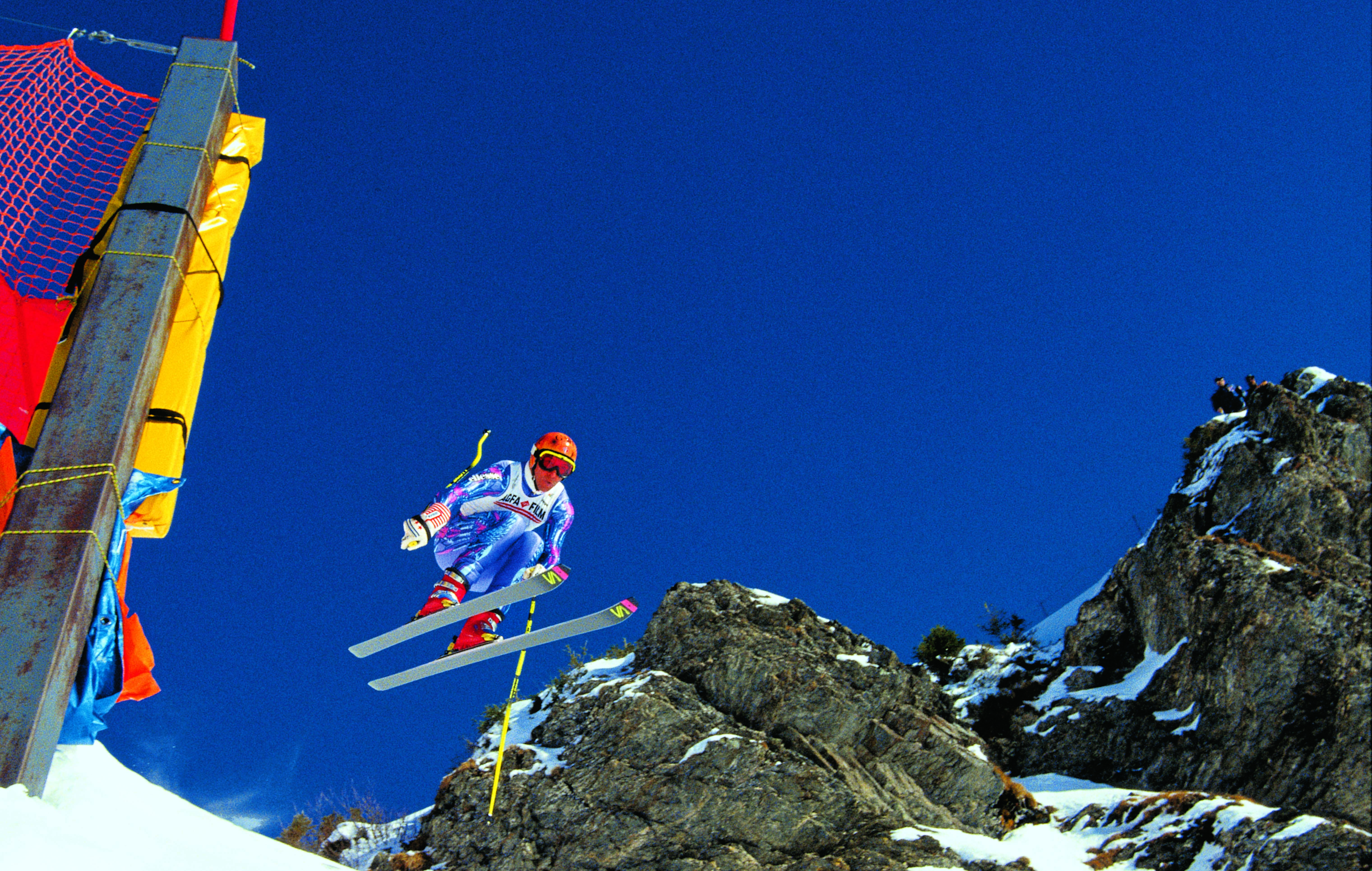
Jean-Luc Crétier springt über den Hundschopf, um 1995
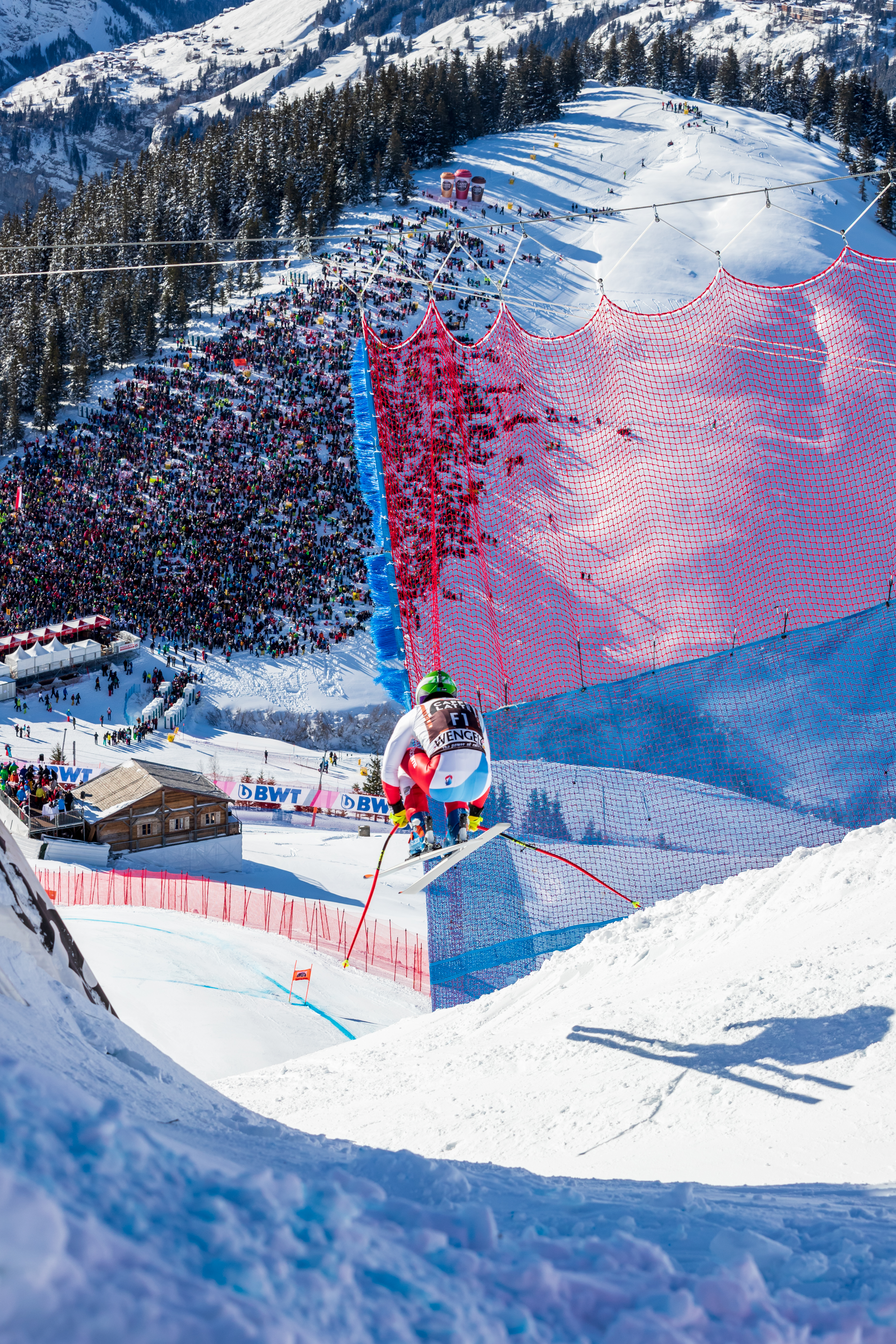
«Und danach das Bodenlose» – Sprung über den Hundschopf, 2019
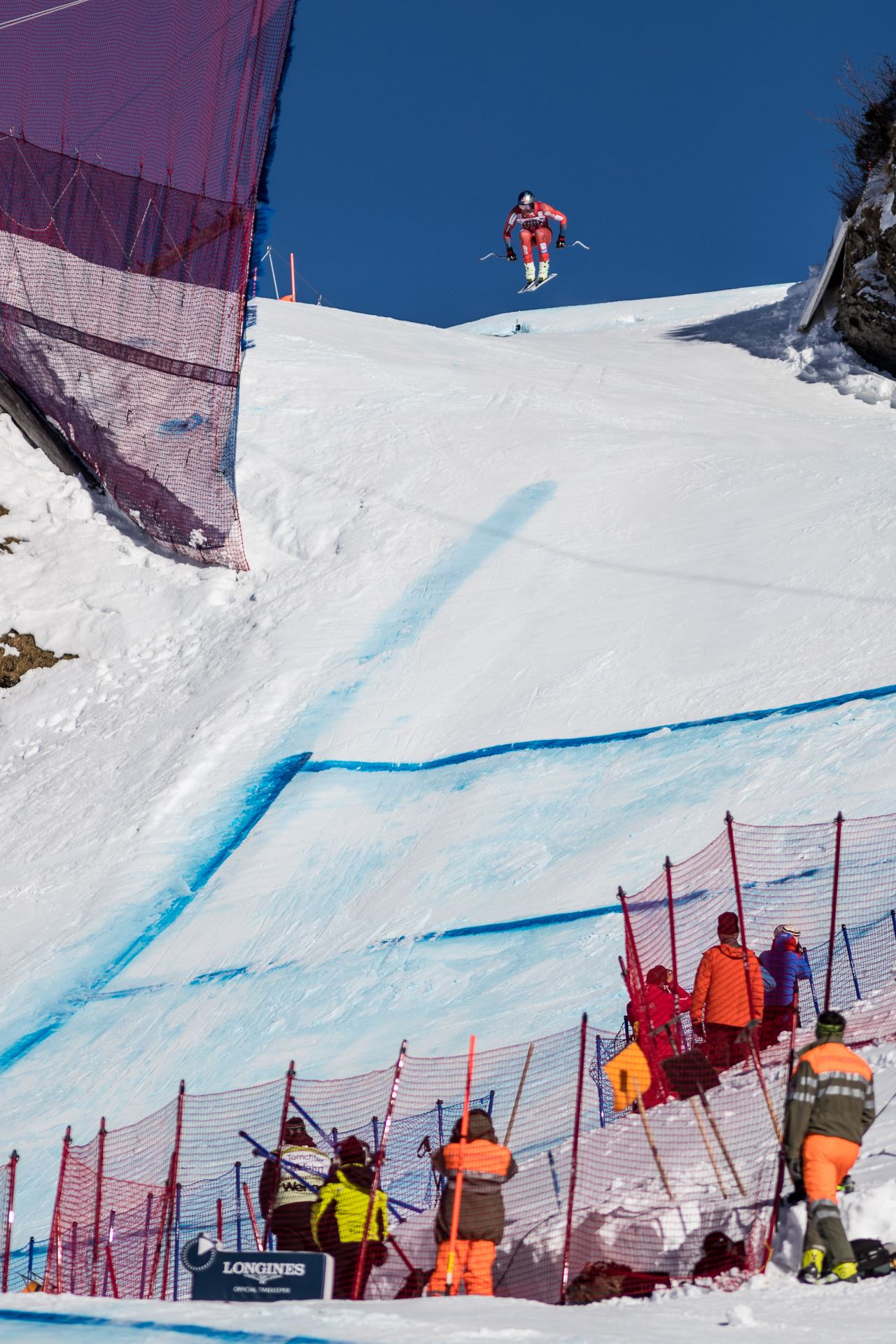
Der Hundschopf von unten, 2018
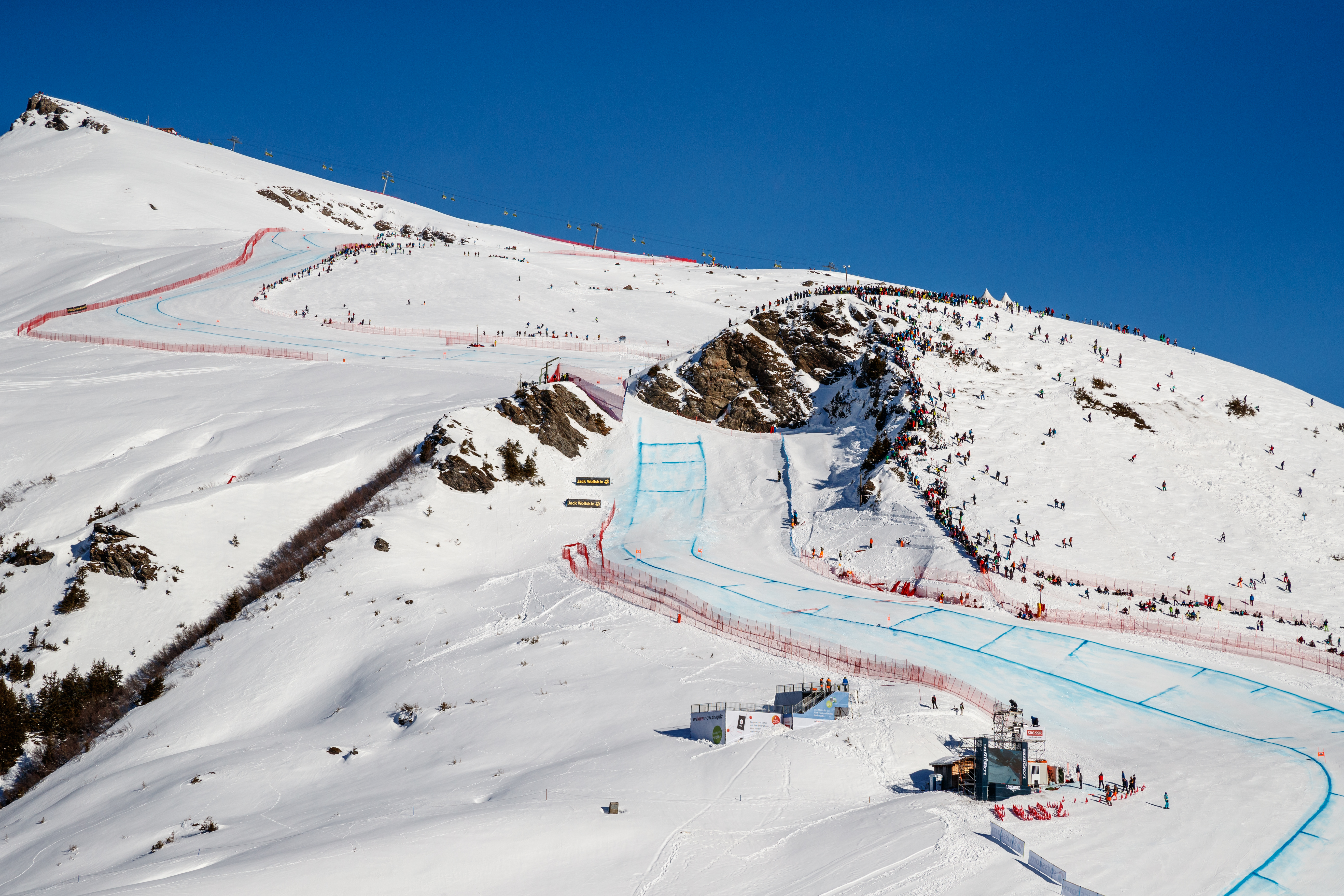
Blick vom Girmschbiel auf den Hundschopf und Anfahrt, 2019

### Minsch-Kante
(1915 m ü. M. | 0.59.4 Fahrminuten)
Gleich nach der Linkskurve folgt die Minsch-Kante, wo Josef Minsch 1965 schwer stürzte. Es handelt sich um einen kleineren Sprung, dessen Schwierigkeit aber darin besteht, dass er in einer Linksbewegung angefahren und in einer Rechtsbewegung verlassen wird – der Fahrer muss sozusagen auf der Sprungkante den Innenski wechseln. Russi beschreibt die Stelle als «geniale Kombination aus Sprung, Kurve und Linienwahl».

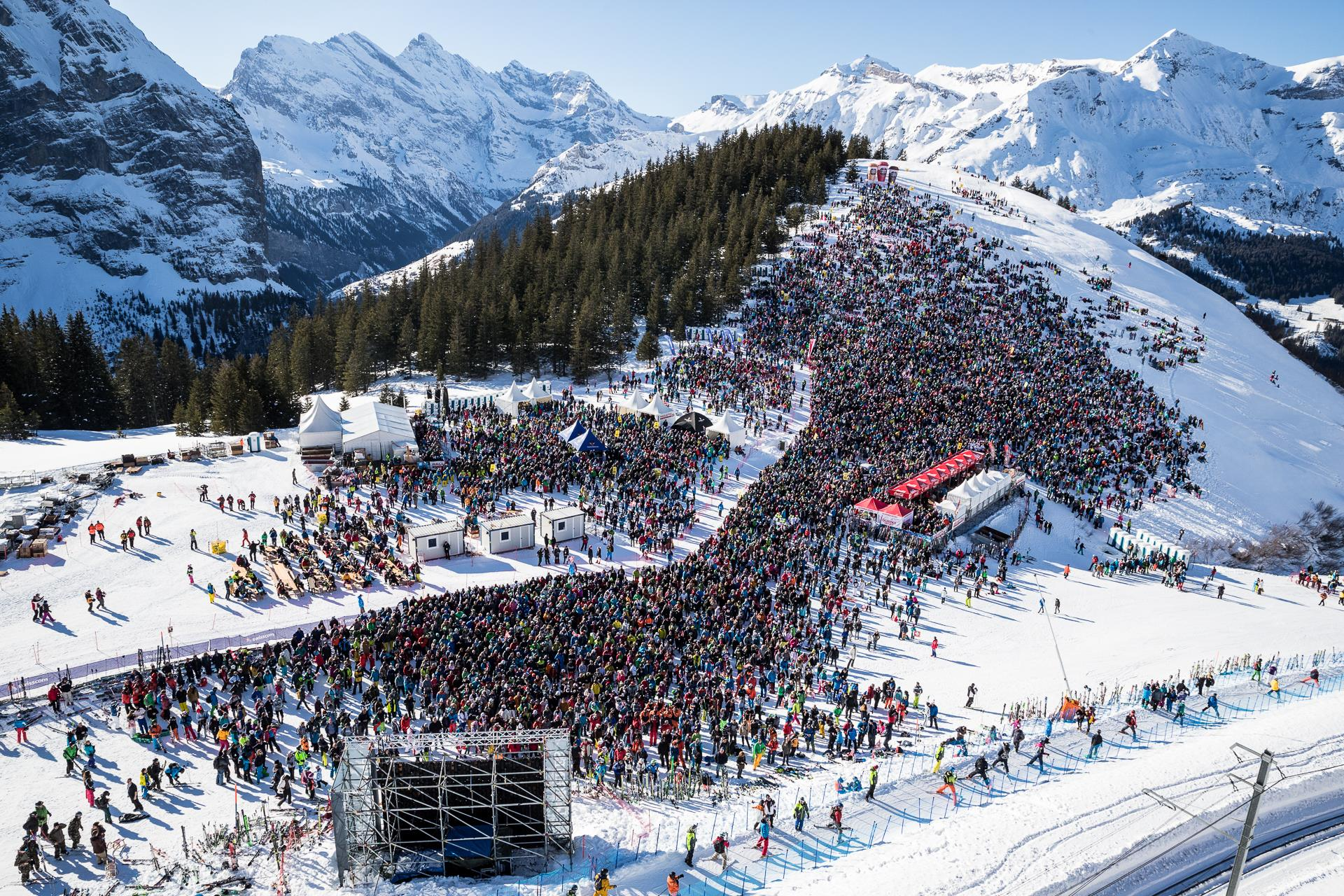
Ein «Zielstadion» schon bei Streckenhälfte: Publikumsbereich Wengernalp-Girmschbiel, 2018
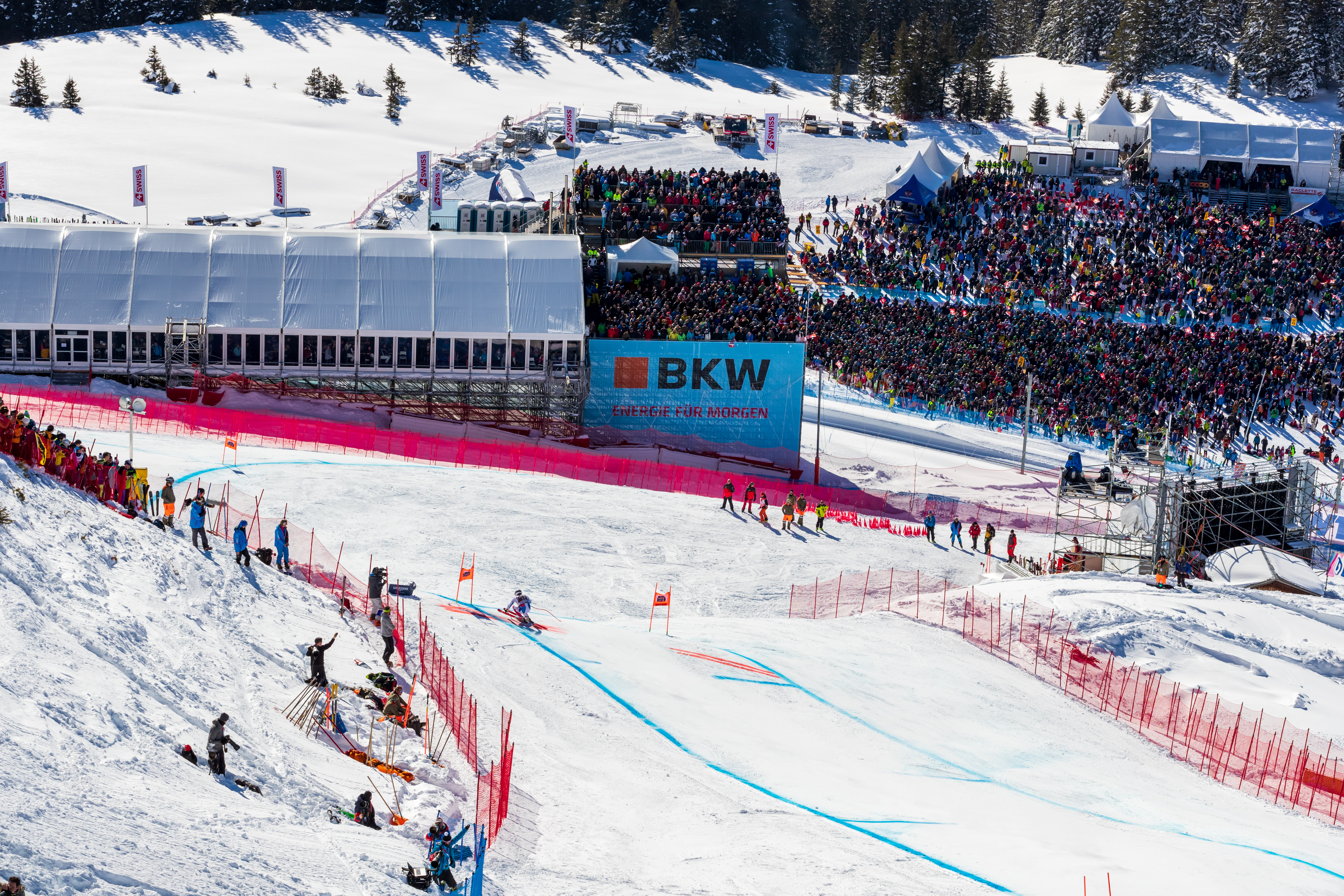
Anfahrt auf die Minsch-Kante, 2019
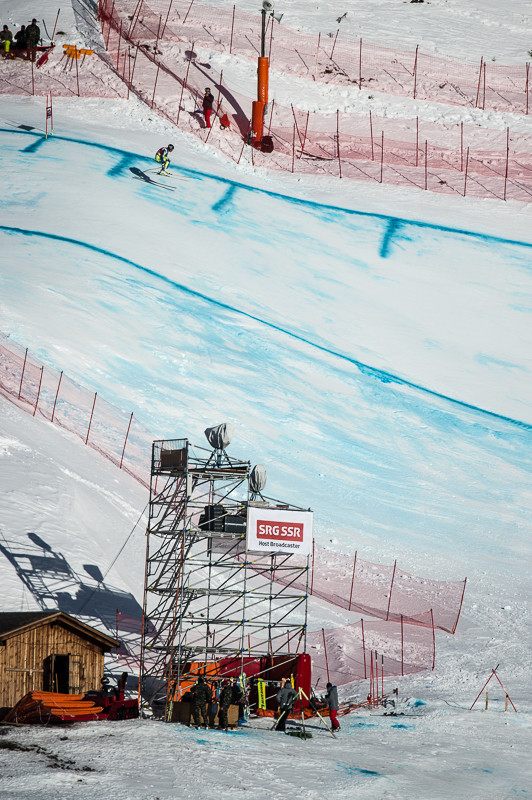
Sprung über die Minsch-Kante, 2019

### Canadian Corner
(1890 m ü. M. | 1.03.5 Fahrminuten)
Die stark drehende Kurve am nach links abschüssigen Übergang in den Alpweg ist benannt nach den Crazy Canucks, da hier 1976 die beiden Kanadier Dave Irwin und Ken Read stürzten. Das Ziel ist es, trotz der starken Drehung in der Hocke zu bleiben.
Die Strecke folgt ab hier kurzfristig parallel zur Wengernalpbahn dem Tal des Hasenbachs. Der auf der gegenüberliegenden Seite des kleinen Tals gelegene Hügel Girmschbiel ist seit einigen Jahren dank seiner Lage unmittelbar bei der Bahnstation Wengernalp zu einem Fan-Stadion in der Streckenmitte geworden. Auf dem Hügel und in den dort temporär aufgebauten Bars und VIP-Zonen verfolgen jeweils über 10‘000 Besucher das Rennen – nur hier haben sie den unmittelbaren Blick auf die berühmten Schlüsselstellen Hundschopf, Minsch-Kante und Canadian Corner.

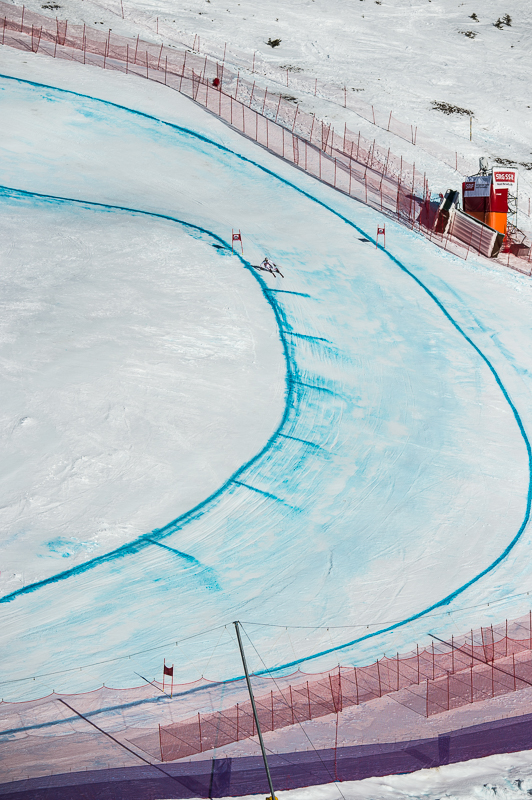
Blick vom Girmschbiel auf den Canadian Corner, 2019
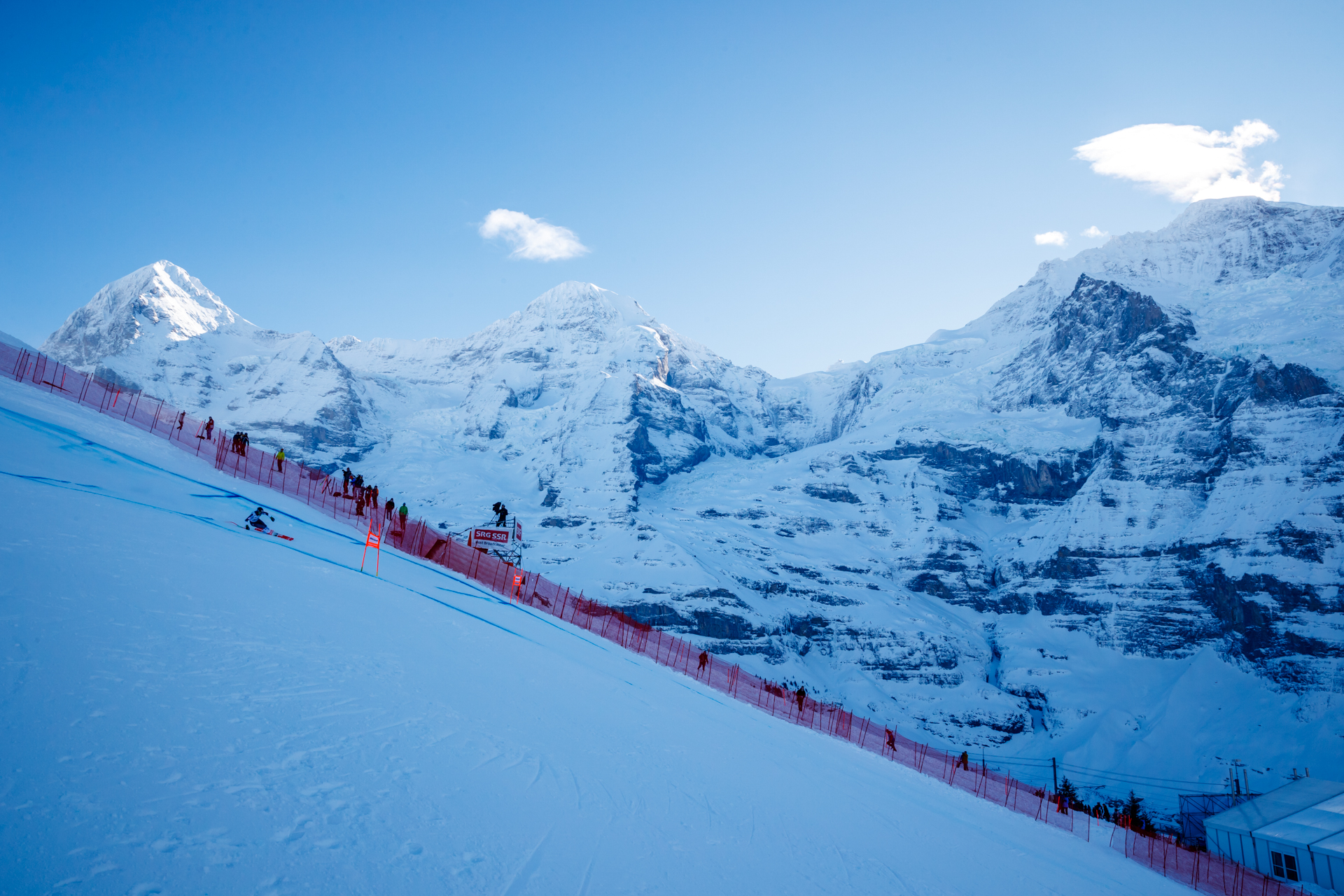
Canadian Corner, 2019
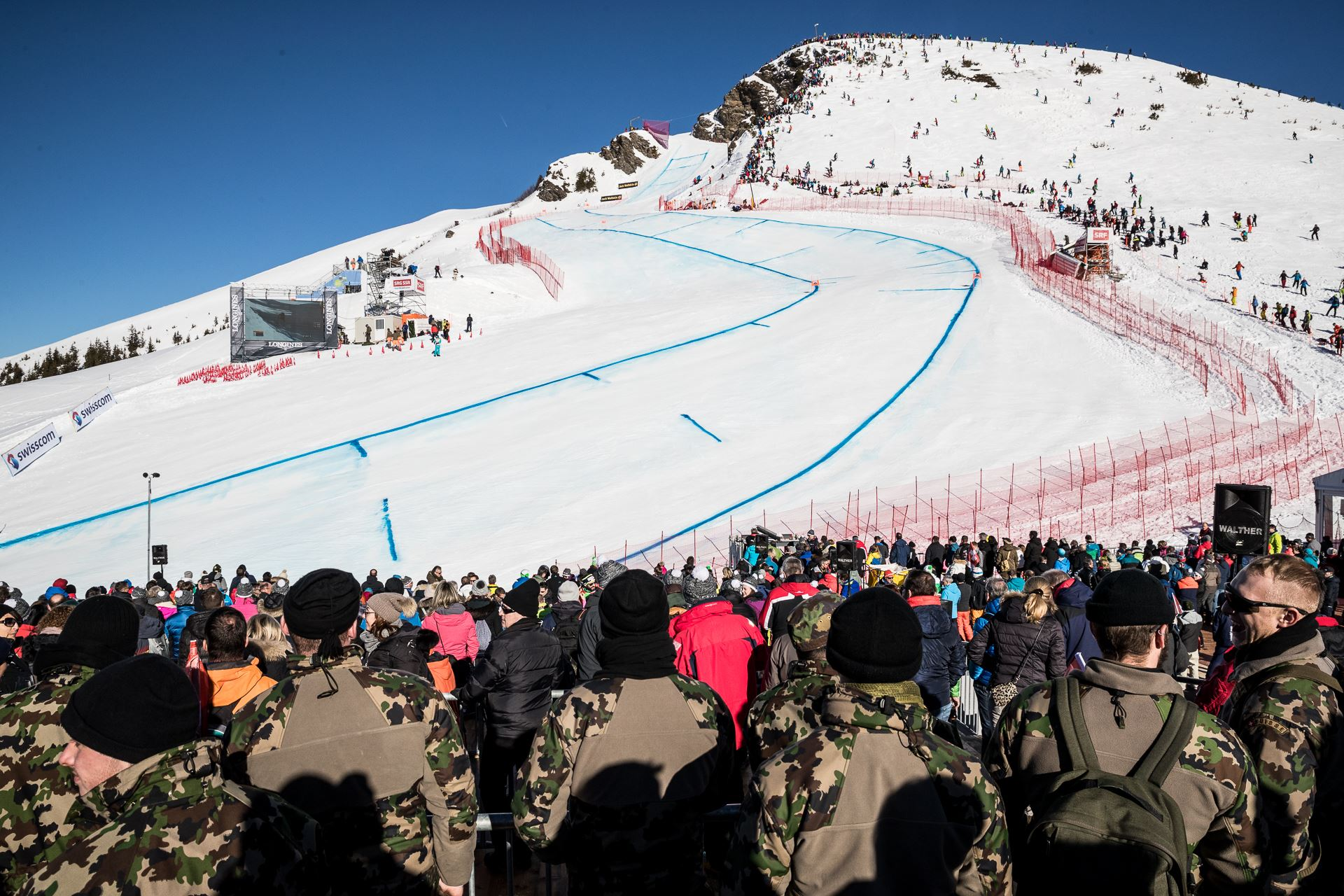
Blick vom Girmschbiel auf den Canadian Corner, 2019
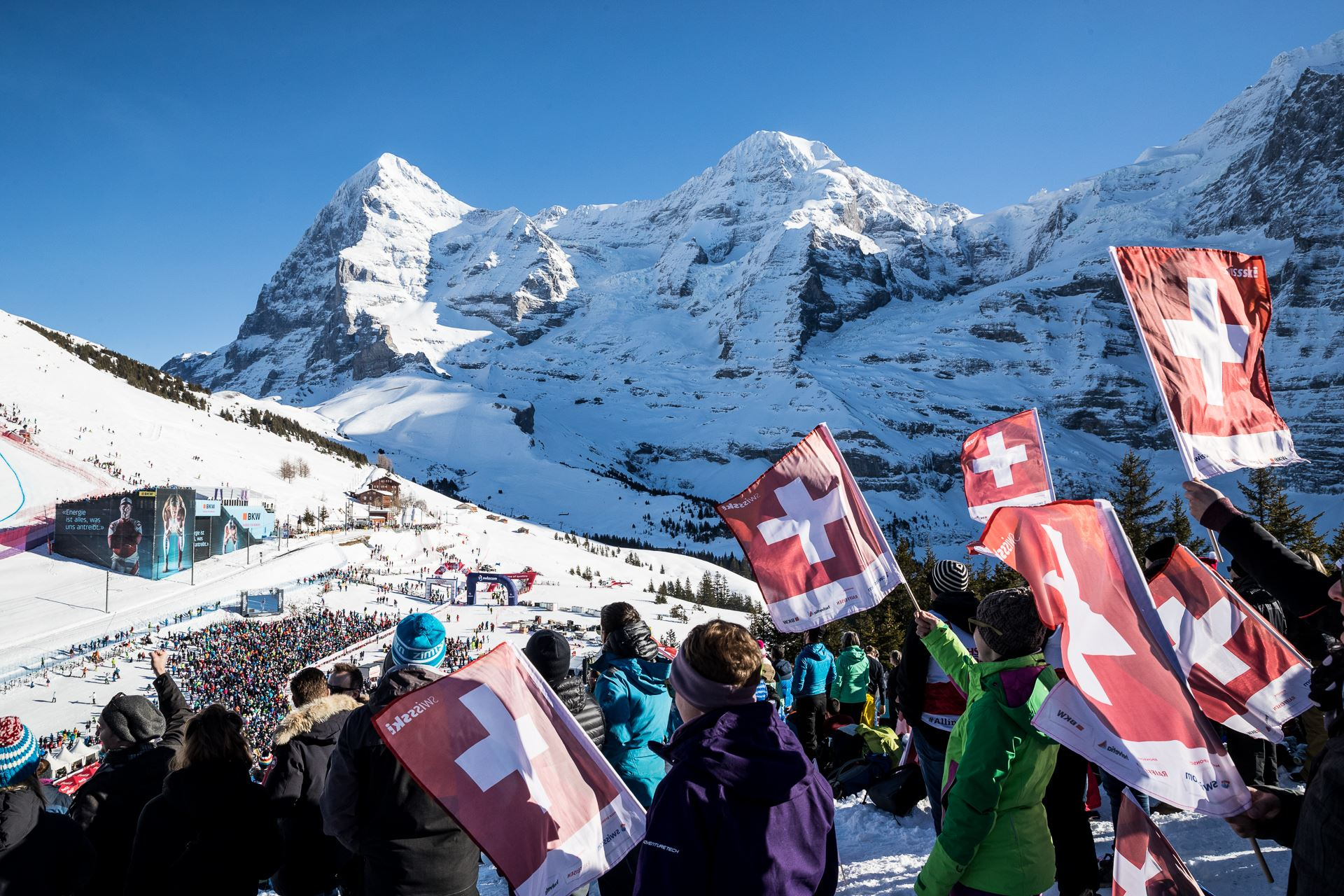
Ski-Fans am Girmschbiel  mit Eiger, Mönch und Jungfrau, 2019

### Alpweg
(1860 m ü. M. | 1.08.3 Fahrminuten)
Danach befahren die Rennläufer ein weiteres, schnelles Gleiterstück, den Alpweg. Der Abschnitt ist als nur drei Meter breites Verbindungsstück zwischen dem oberen und dem unteren Teil der Abfahrt mitten in den stark abschüssigen Hang im Hasenbachtal gebaut und muss daher links mit Fangnetzen gesichert werden.

### Kernen-S / Brüggli-S
(1825 m ü. M. | 1.13.8 Fahrminuten)
Die auf den Alpweg folgende Kurvenkombination nennt Russi «die verrückteste Schikane des Weltcup-Zirkus». Diese sehr enge Kombination einer Rechts- und einer Linkskurve führt über eine kurze Brücke. Aufgrund der hohen Einfahrtsgeschwindigkeit von 100 km/h muss der Fahrer andriften, um das Tempo zu drosseln und eine möglichst technisch raffinierte Linie ohne viel Tempoverlust zu finden. Nicht wenige Fahrer werden bei der Ausfahrt ein kleines Stück den Gegenhang emporgetrieben. Einige der weltbesten Abfahrer wie Karl Molitor, Jean-Claude Killy, Toni Sailer oder Karl Schranz schieden an dieser technisch schweren Stelle aus. Wer hier eine zu niedrige Ausfahrtsgeschwindigkeit (mindestens 70 km/h sind erforderlich) aufweist, droht auf den nachfolgenden Gleitpassagen weiter Zeit einzubüssen.
Bis 2007 hiess diese Passage noch Brüggli-S. Sie wurde nach dem Rücktritt von Bruno Kernen, der 1997 hier schwer gestürzt und beinahe unverletzt geblieben war, umbenannt.

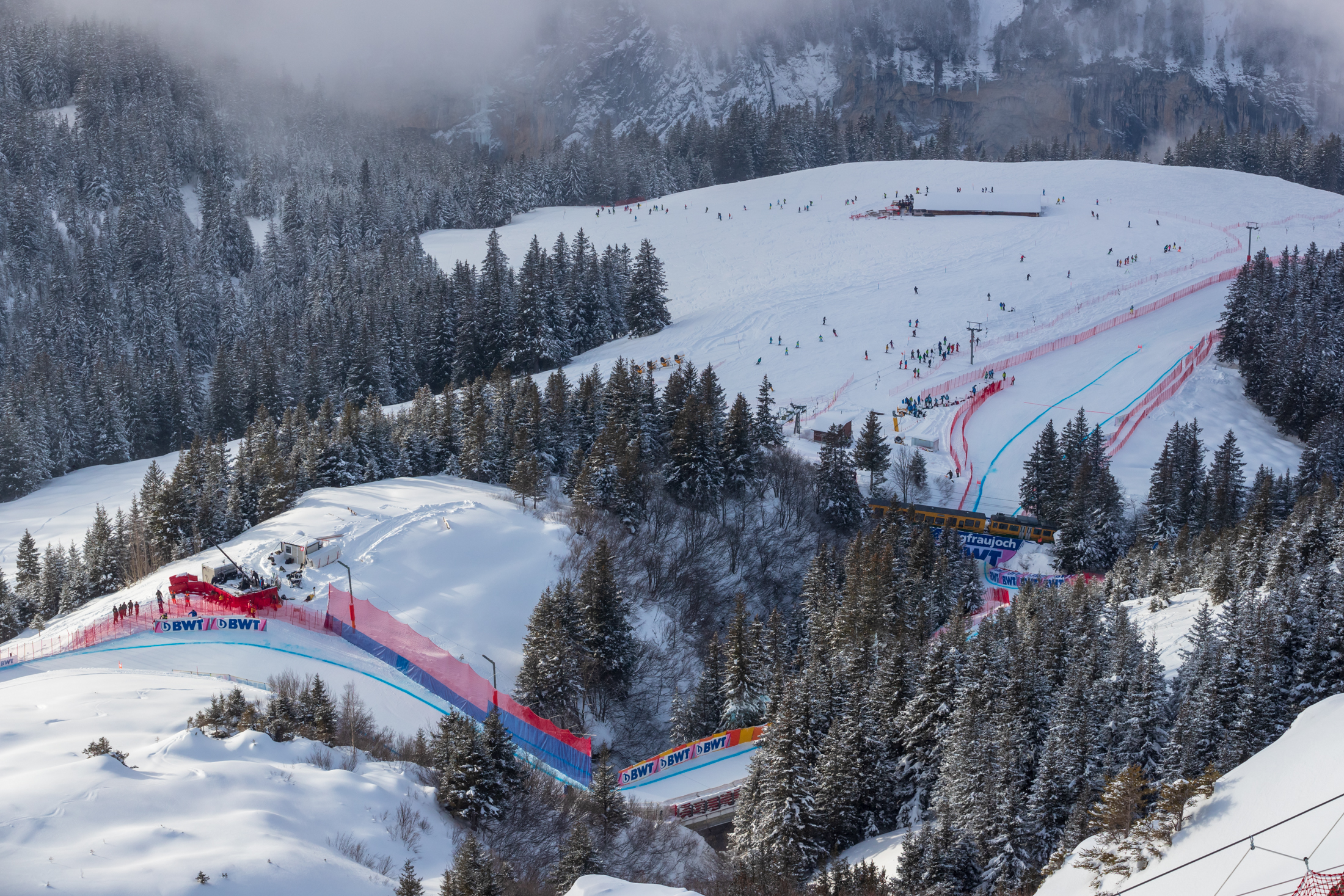
Kernen-S und Wasserstation von oben, 2019
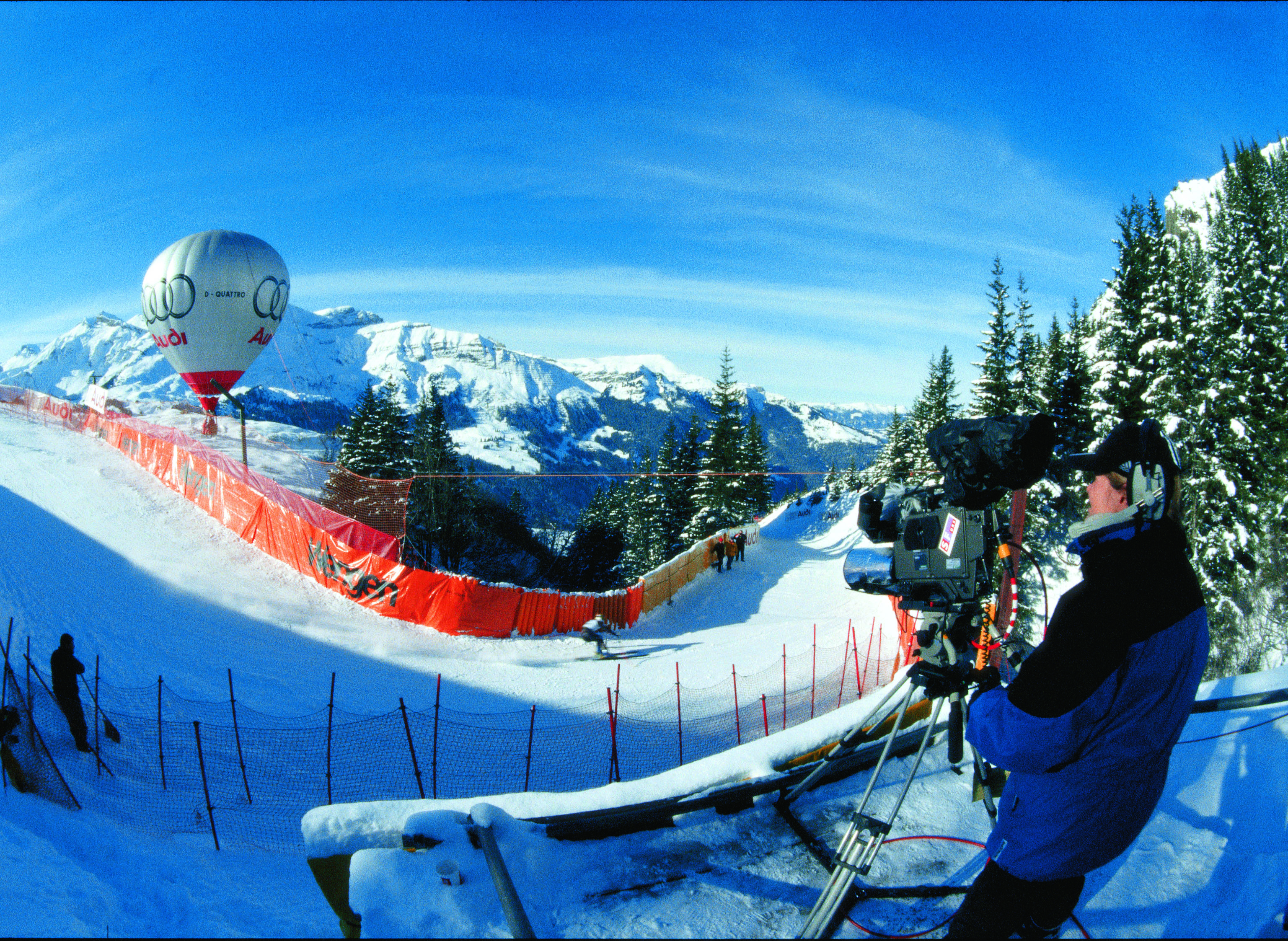
Einfahrt ins Kernen-S über das «Brüggli», um 2000
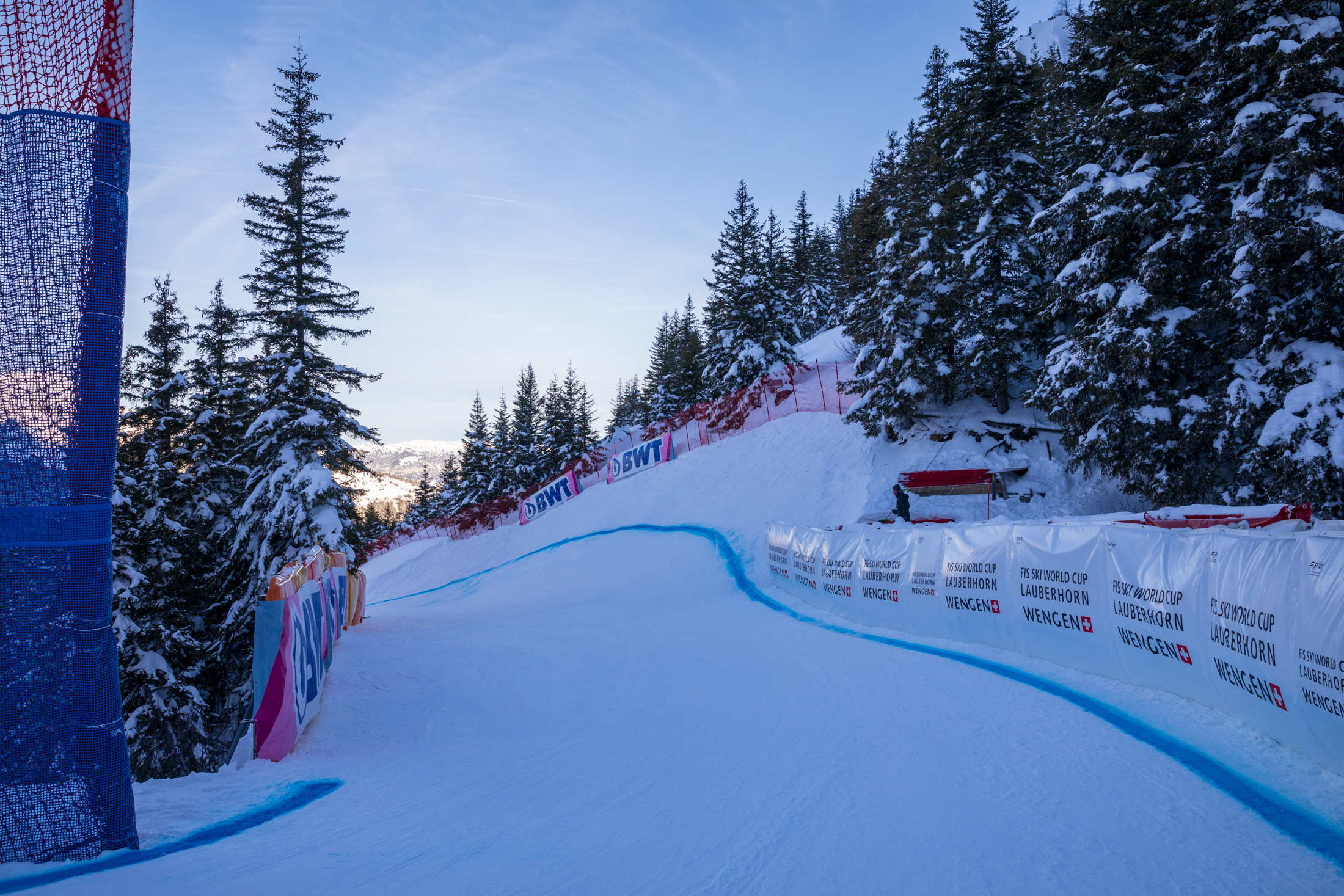
Der Gegenhang vor der Ausfahrt aus dem Kernen-S, 2019

### Steilhang vor der Wasserstation
(1775 m ü. M. | 1.20.0 Fahrminuten)
Über einen kleinen Sprung gelangt der Rennläufer in einen Steilhang, der aber zu kurz ist, um wieder Tempo aufzunehmen, falls dieses im Kernen-S verloren gegangen ist.

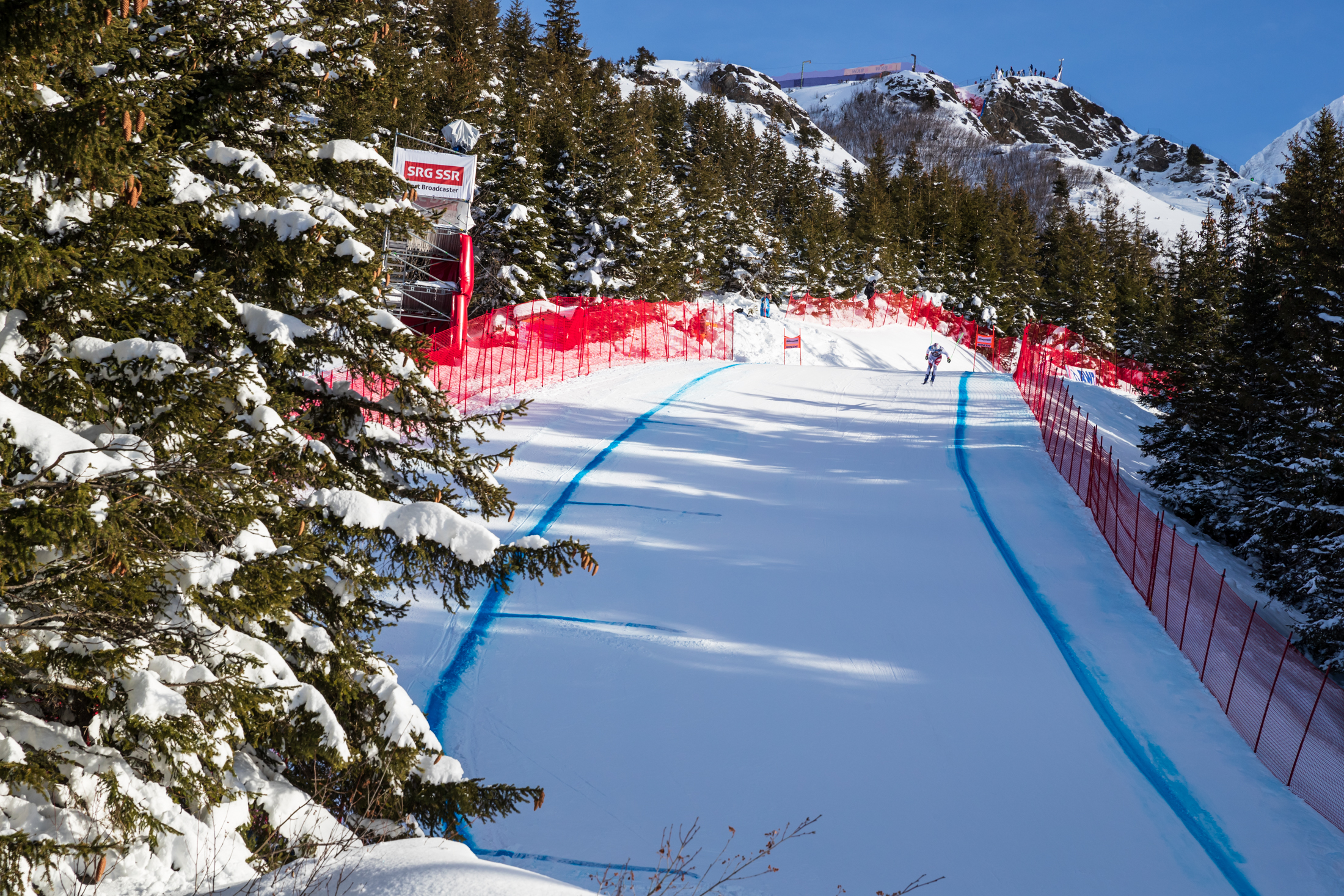
Ausfahrt aus dem Kernen-S mit Sprung Richtung Wasserstation, 2019
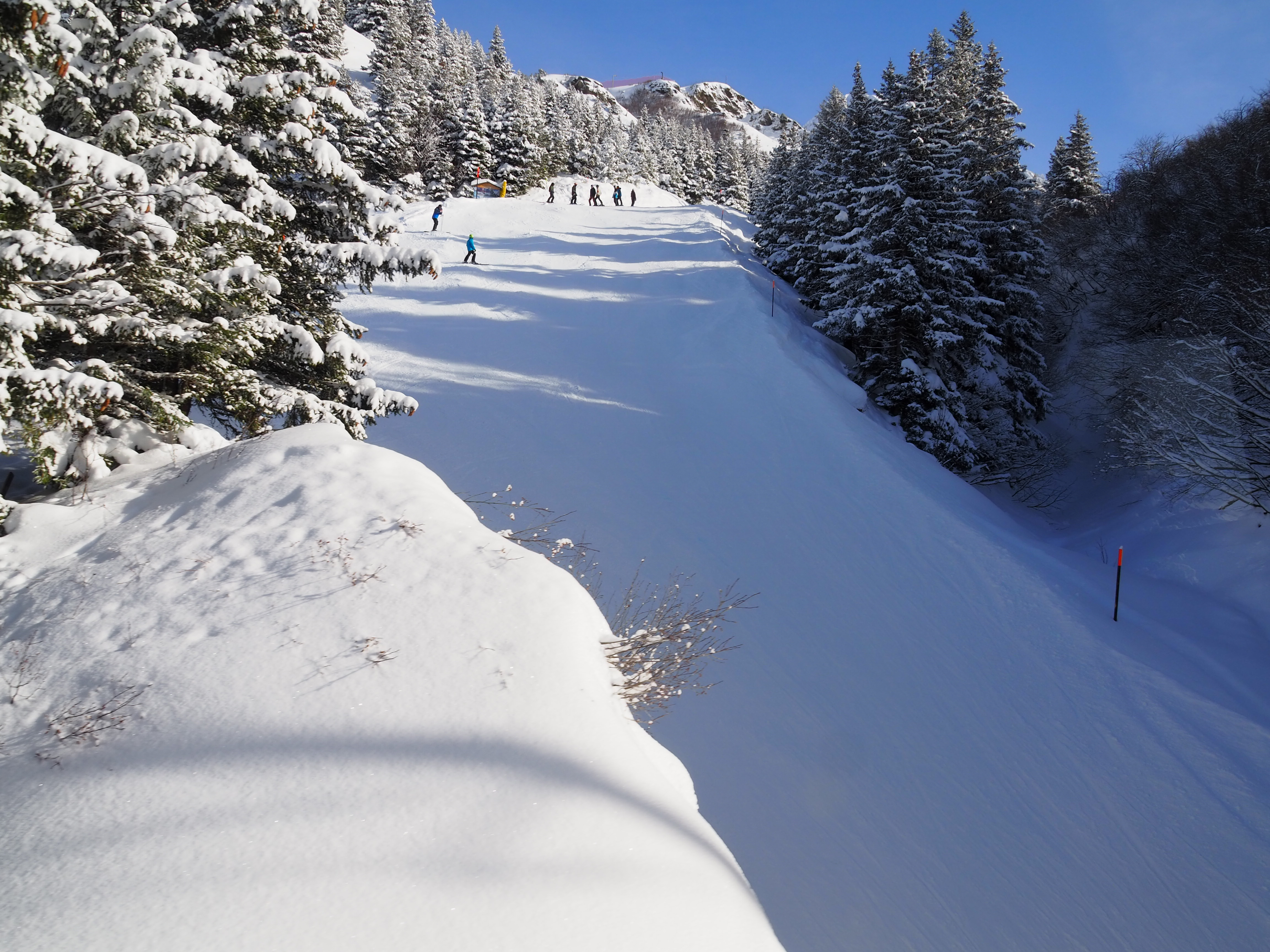
Dieselbe Stelle bei regulärem Pistenbetrieb, 2019
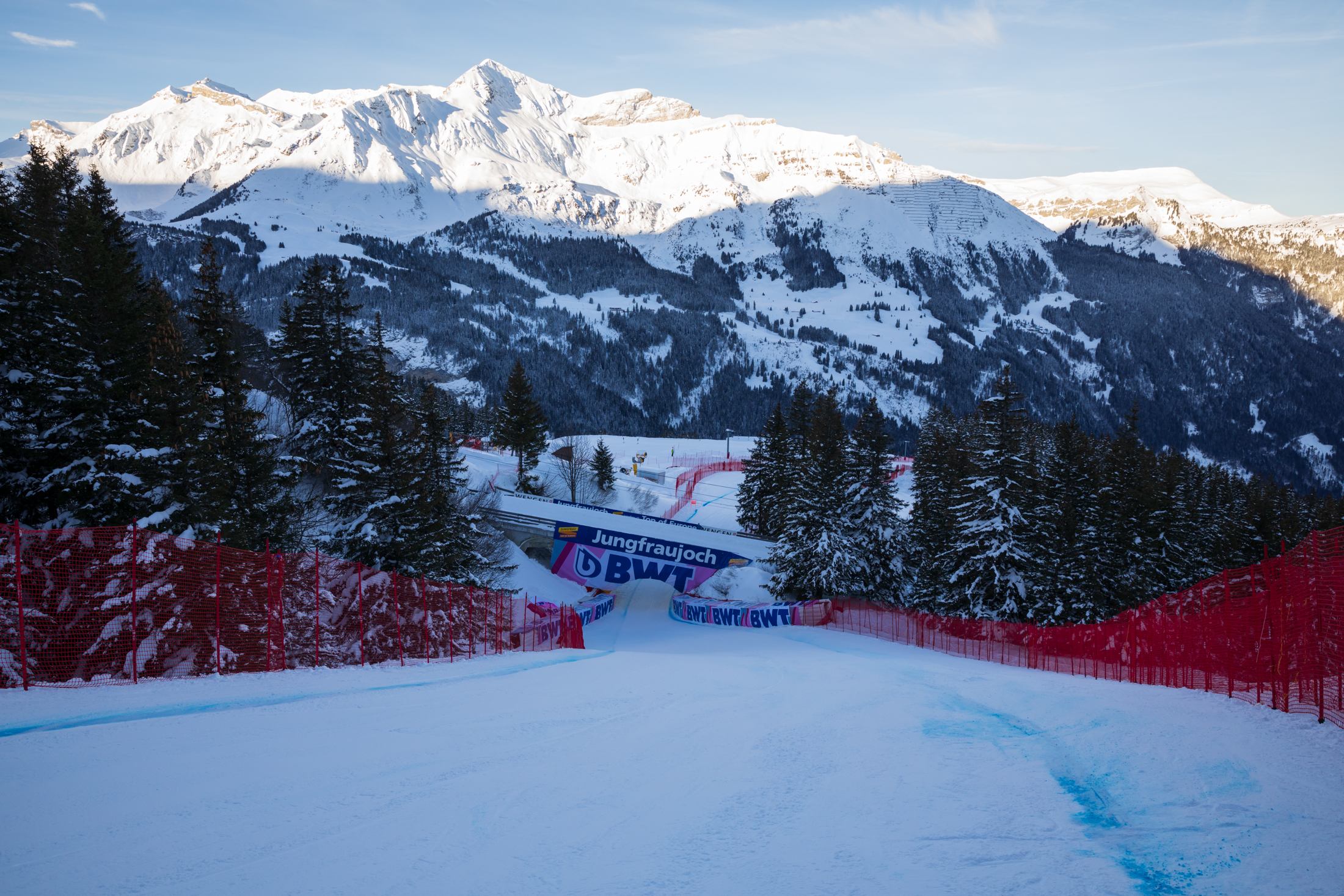
Der kurze Steilhang bei der Wasserstation, 2019

### Wasserstation
(1770 m ü. M. | 1.23.6 Fahrminuten)
Hier führt die Strecke durch einen kurzen und engen Tunnel unter den Gleisen der Wengernalpbahn durch. Der Tunnel ist nur neun Meter breit, wobei der befahrbare Bereich aufgrund der Deckenwölbung, des Schnees und der Sicherheitspolsterungen deutlich enger ist. Nach dem Tunnel verläuft die Strecke ungewöhnlicherweise wenige Meter bergauf. Diese Stelle ist im Weltcup einmalig und gehört daher zu den Erkennungsmerkmalen der Lauberhorn-Strecke.

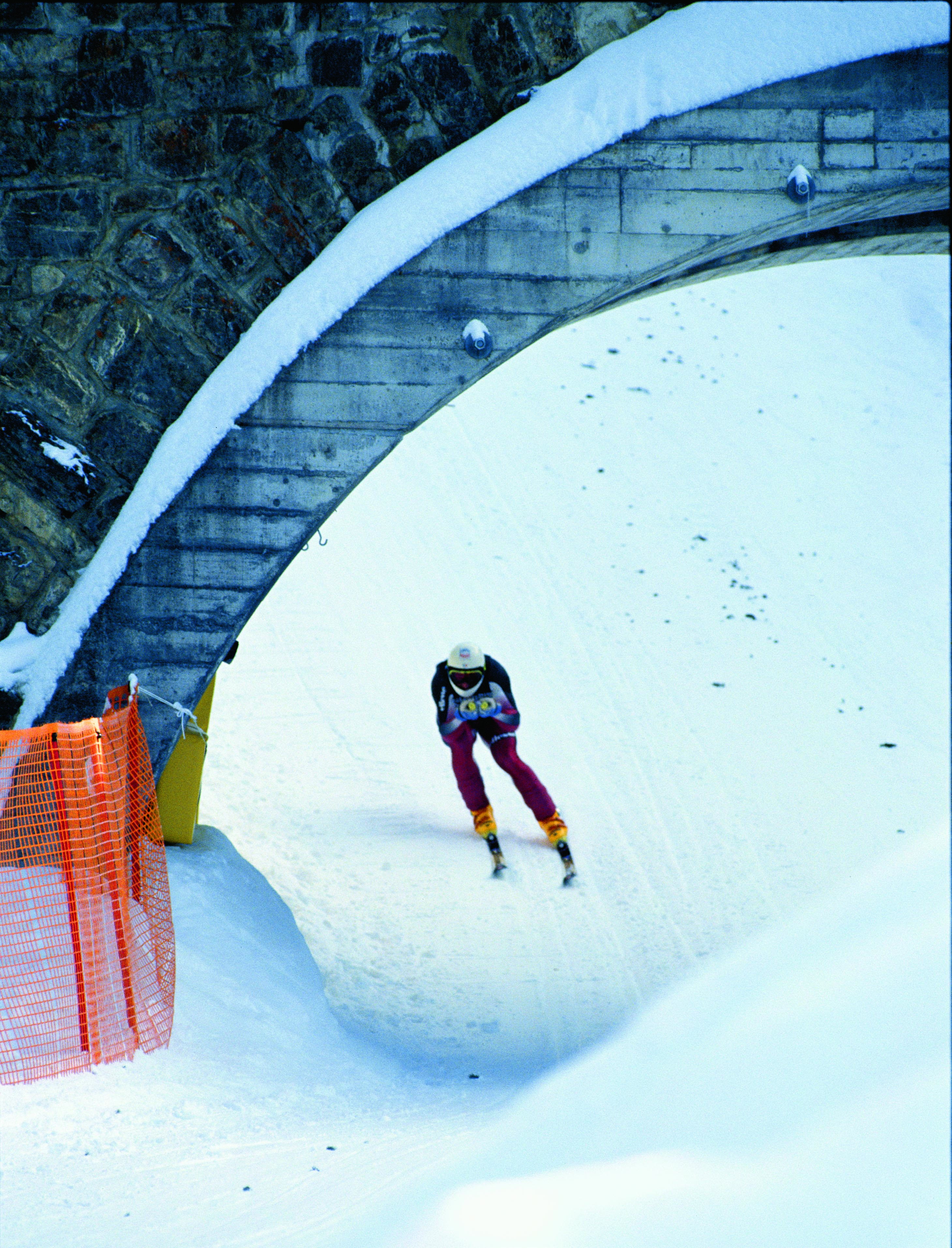
Tunnel-Einfahrt bei der Wasserstation, um 1990
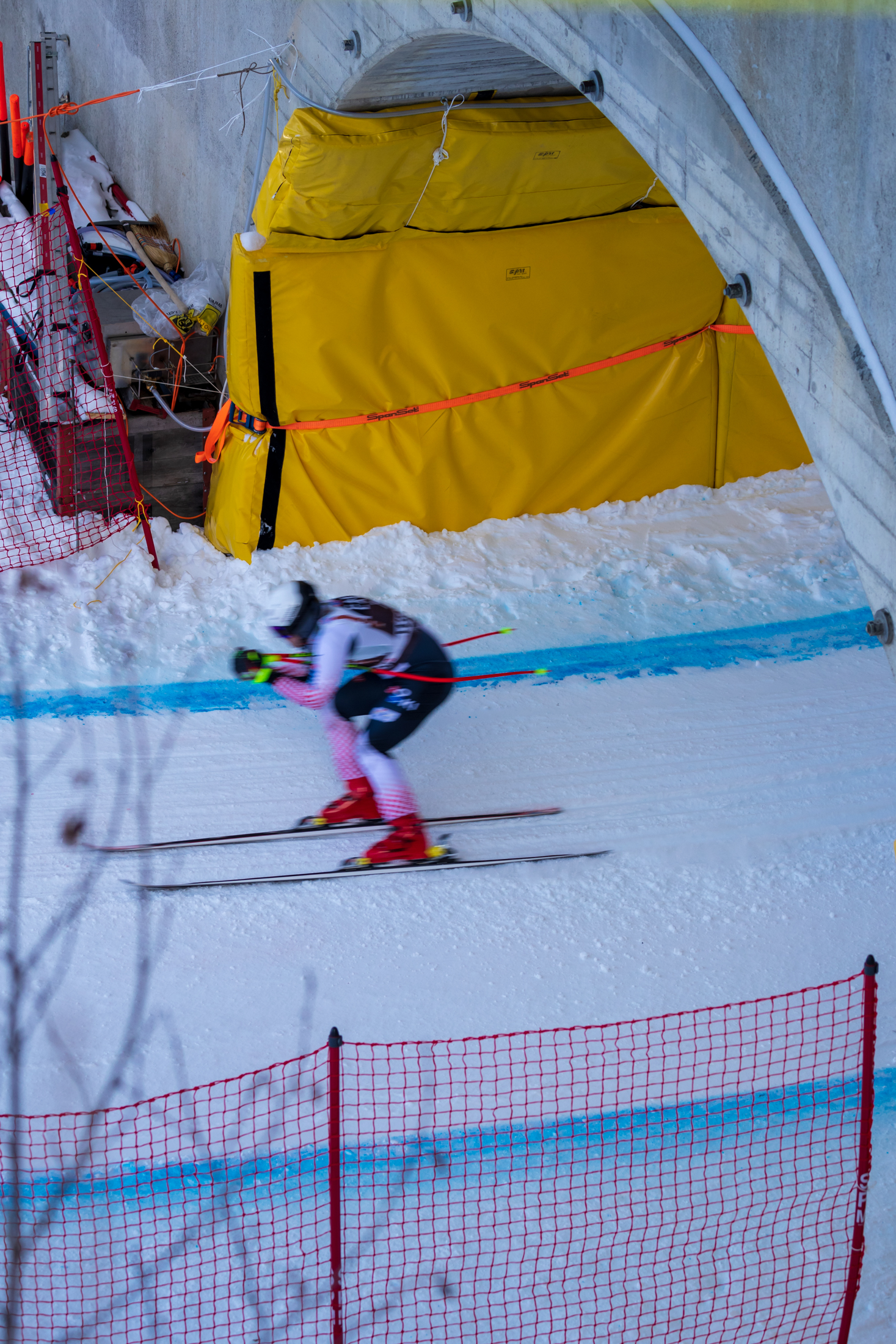
Tunnel-Ausfahrt bei der Wasserstation, 2019
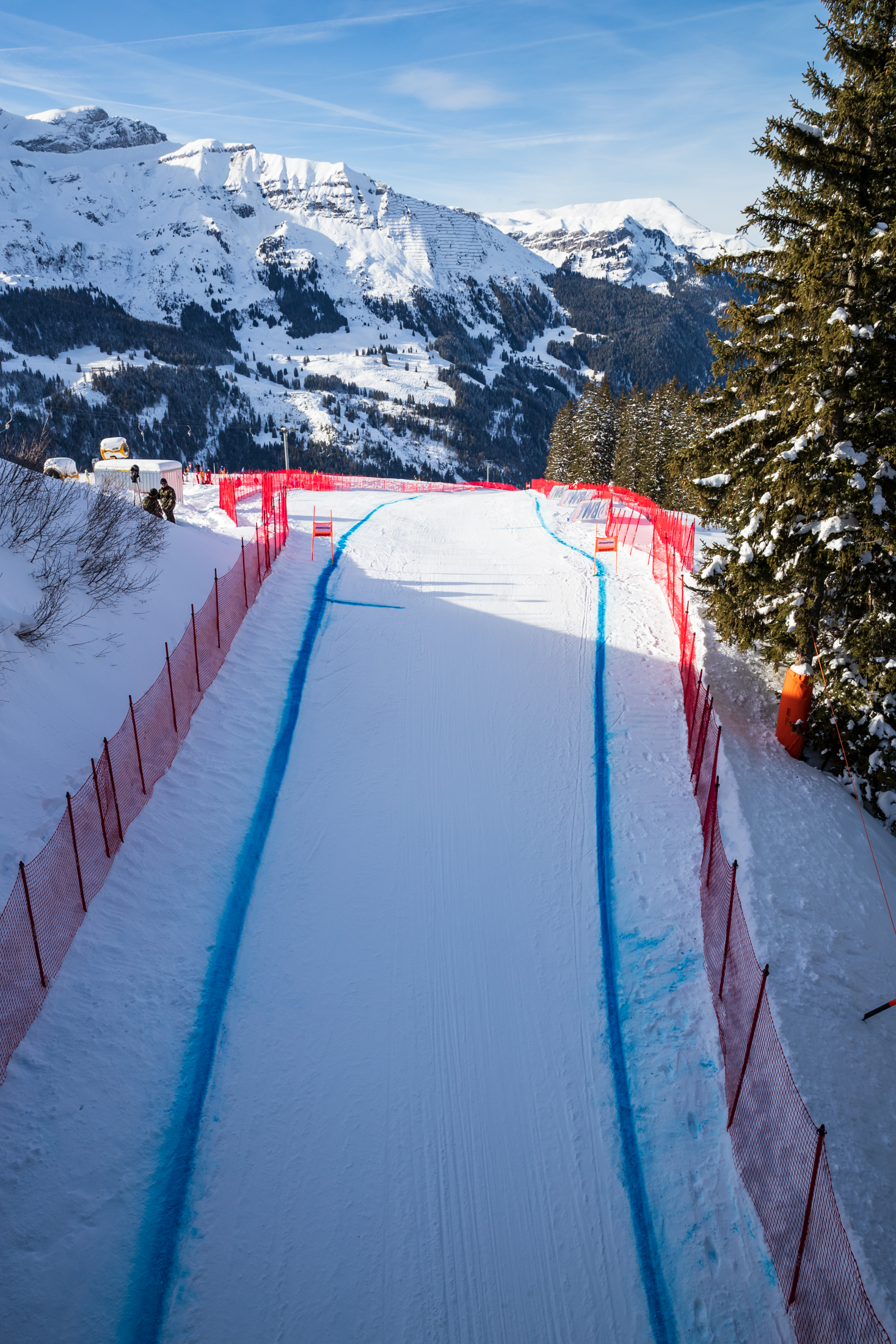
Blick von der Wasserstation über die Einfahrt Langentrejen, 2019
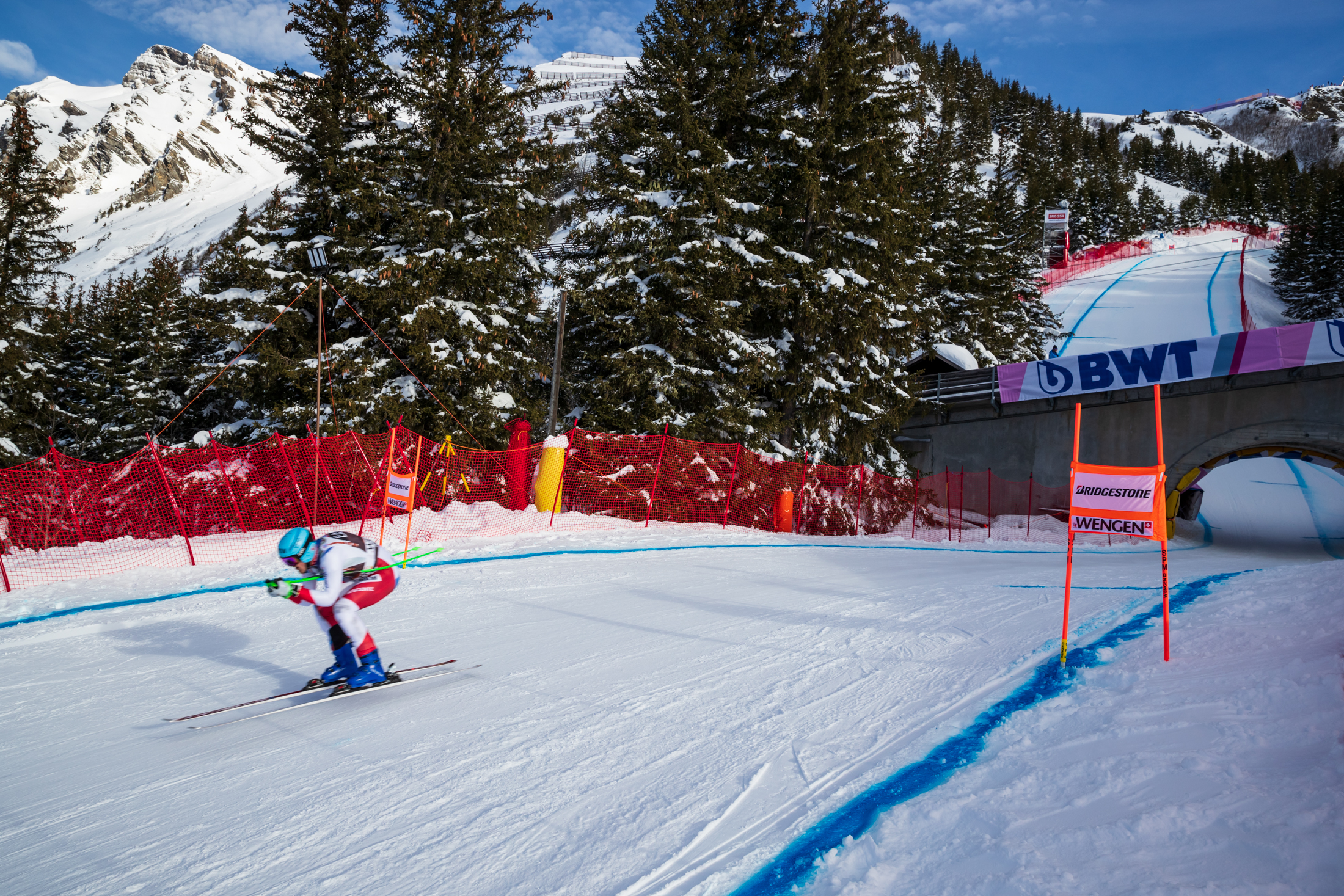
Ausfahrt Wasserstation mit Blick auf Lauberhorn und Tschuggen, 2019

### Langentrejen
(1775 m ü. M. | 1.24.8 Fahrminuten)
Hierauf folgt das ausserordentlich langgezogene Gleiterstück Langentrejen. Wo in den 1950ern die Streckenführung noch gerade war, finden sich heute Kurven wie in einem Super-G. Der Streckenabschnitt weist keine Schlüsselstellen auf und ist auch landschaftlich relativ unspektakulär, weshalb er bei Fernsehübertragungen teilweise weggelassen wird. Dennoch kann diese Passage rennentscheidend sein, da der Fahrer hier mit falsch gewähltem Material oder ungenügenden Gleit- und Aeorodynamikfähigkeiten das Rennen verlieren kann. Auch der mentale conduct spielt eine Rolle, hat der Fahrer doch auf der langen, eher flachen Passage Zeit, sein bisheriges Rennen zu reflektieren.

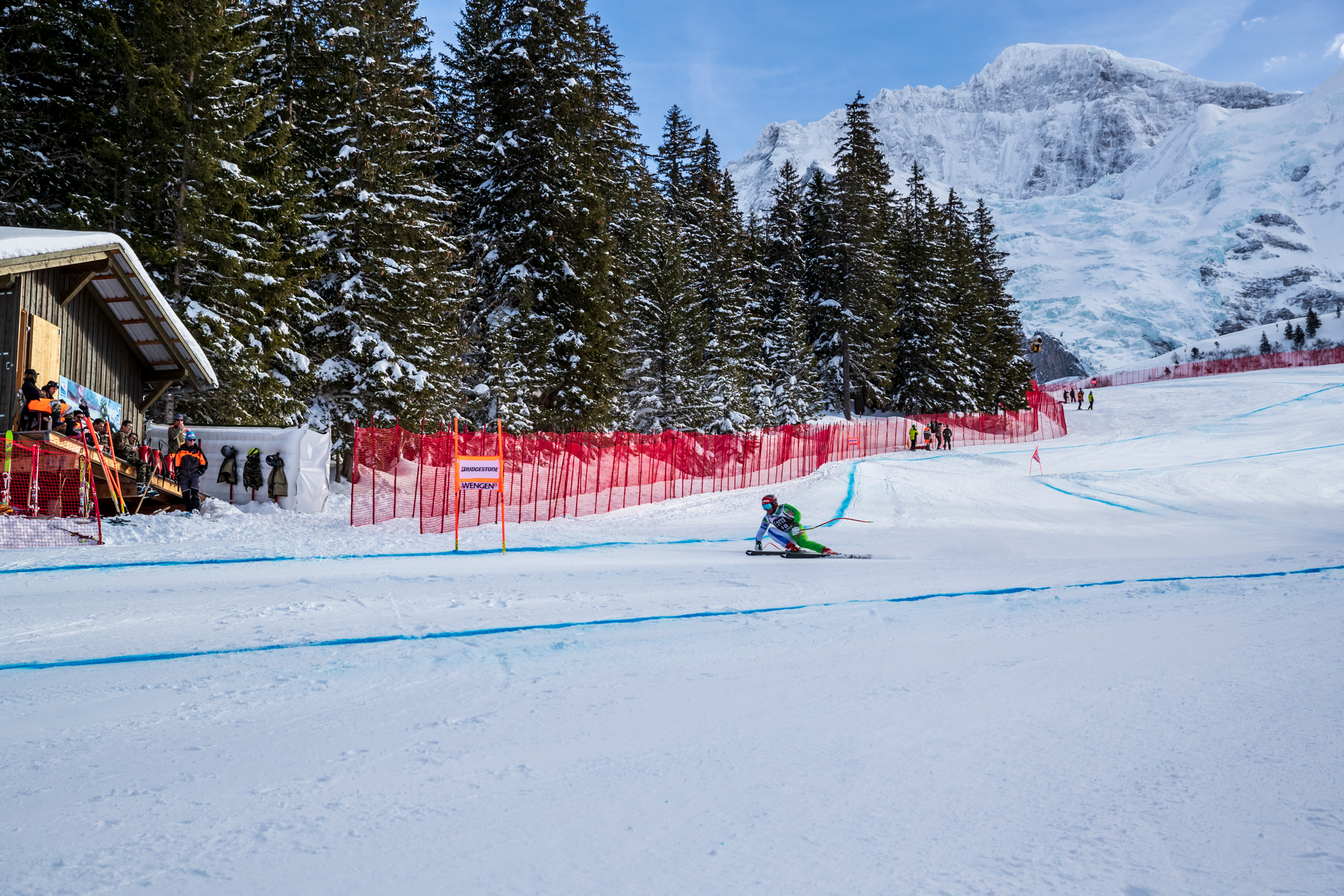
Das Gleitstück Langentrejen, 2019
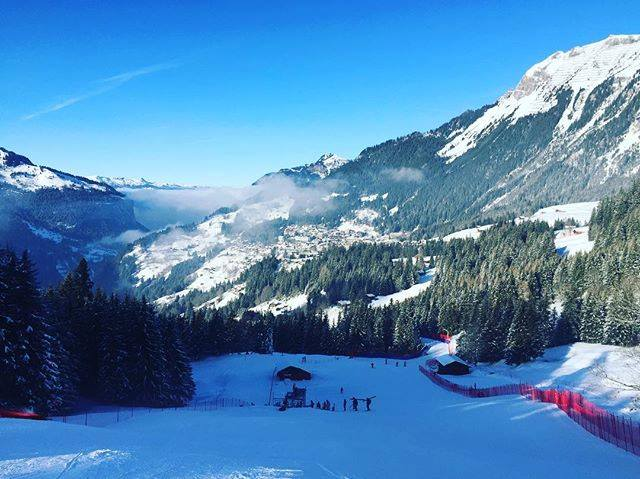
Blick über Langentrejen nach Wengen, 2017
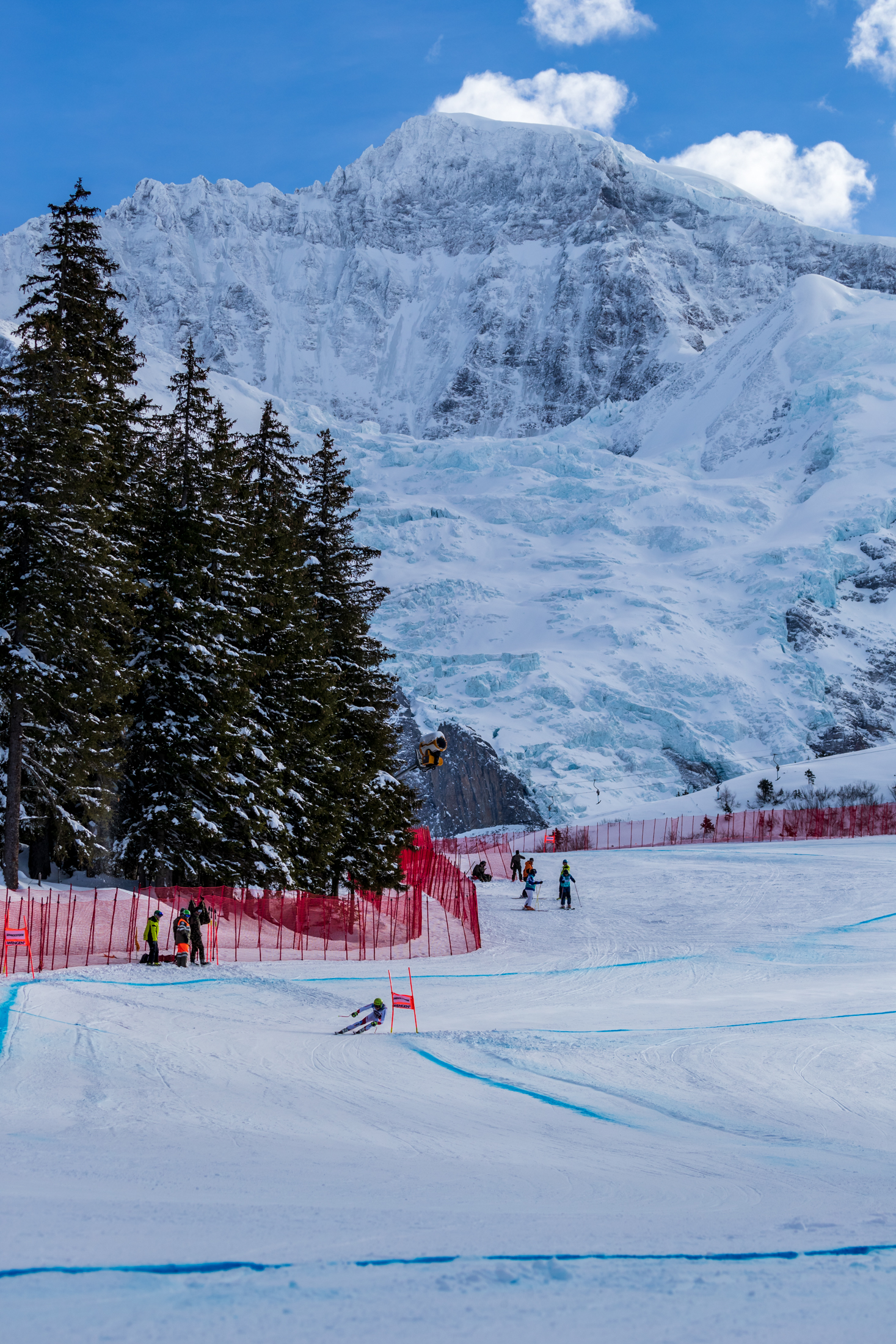
Das Gleitstück Langentrejen mit Blick auf die Jungfrau, 2019

### Hanneggschuss
(1590 m ü. M. | 1.50.1 Fahrminuten)
Dieser beeindruckende Steilhang mitten im Wald weist mit über 140 km/h die höchsten Tempi des alpinen Skirennsports auf. Hier hat Johan Clarey am 19. Januar 2013 in der Abfahrt mit 161,9 km/h die höchste je gemessene Geschwindigkeit im alpinen Skiweltcup erreicht. Der Hanneggschuss wird über eine Linkskurve angefahren. Der obere Teil des Steilhangs ist etwas flacher als der untere – der Geländeübergang kann wie eine Welle «gedrückt» oder  wie eine Kante gesprungen werden. Das Tempo wird hier so hoch, dass die Ski nur noch alle 10 Meter Bodenkontakt haben. Die Kompression am Fuss des Steilhangs muss mit besonderem Feingefühl bewältigt werden.

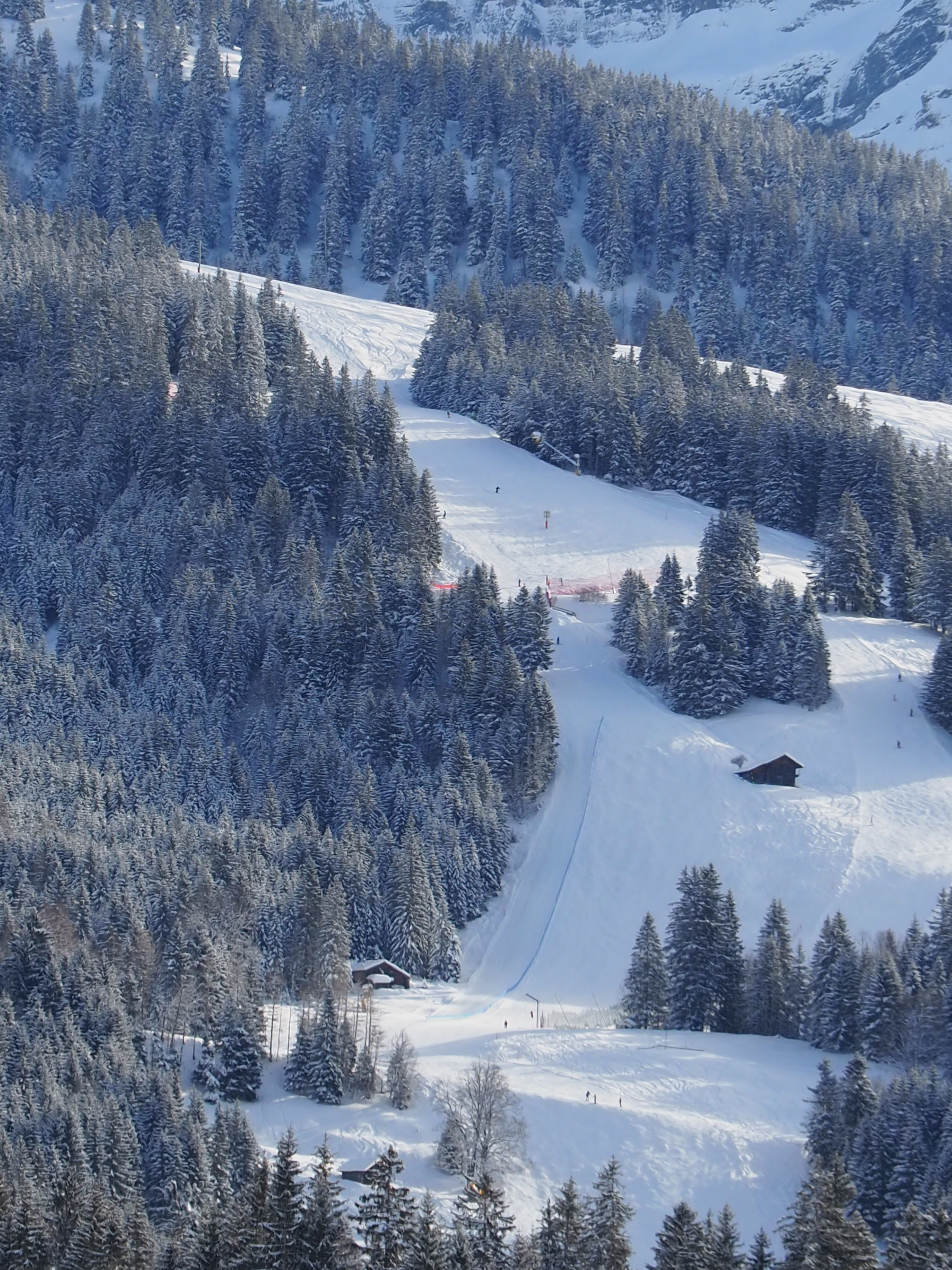
Blick von Wengen auf den Hanneggschuss, 2019
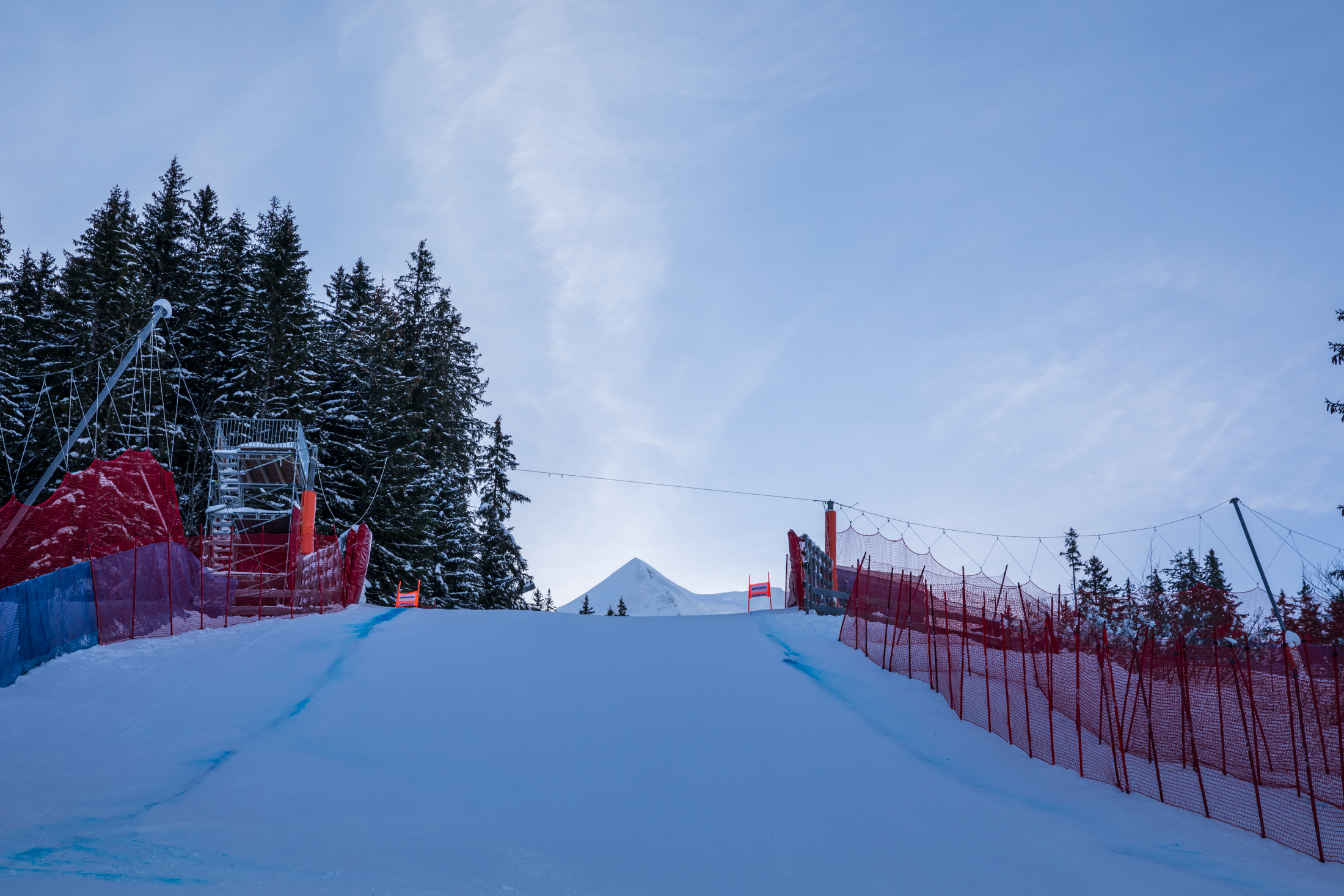
Der Hanneggschuss mit Silberhorn, 2019
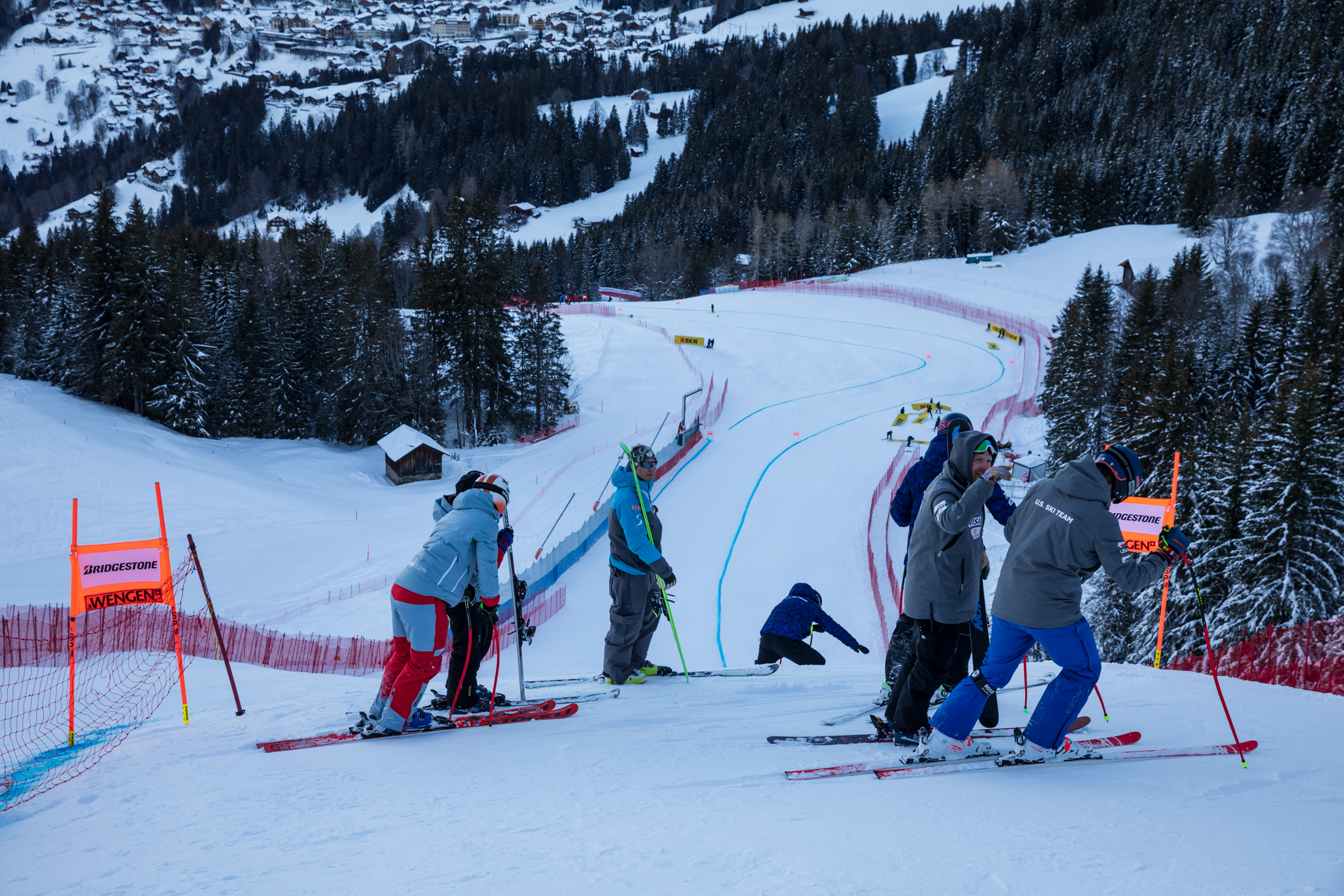
Blick in den Steilhang Hanneggschuss, 2019

### Seilersboden
(1470 m ü. M. | 2.01.5 Fahrminuten)
Auf dem sehr flachen Seilersboden führt eine langgezogenen Links-rechts-Kombination auf den Silberhornsprung zu. «Eine kurzer Moment der Beruhigung. Hier, auf diesem kleinen Flachstück, kann sich die Atmung wieder normalisieren. Nach dem ‹Crescendo› im Haneggschuss muss in der flachen Linkskurve auf feines Druck- und Tempogefühl umgeschaltet werden.» (Bernhard Russi)

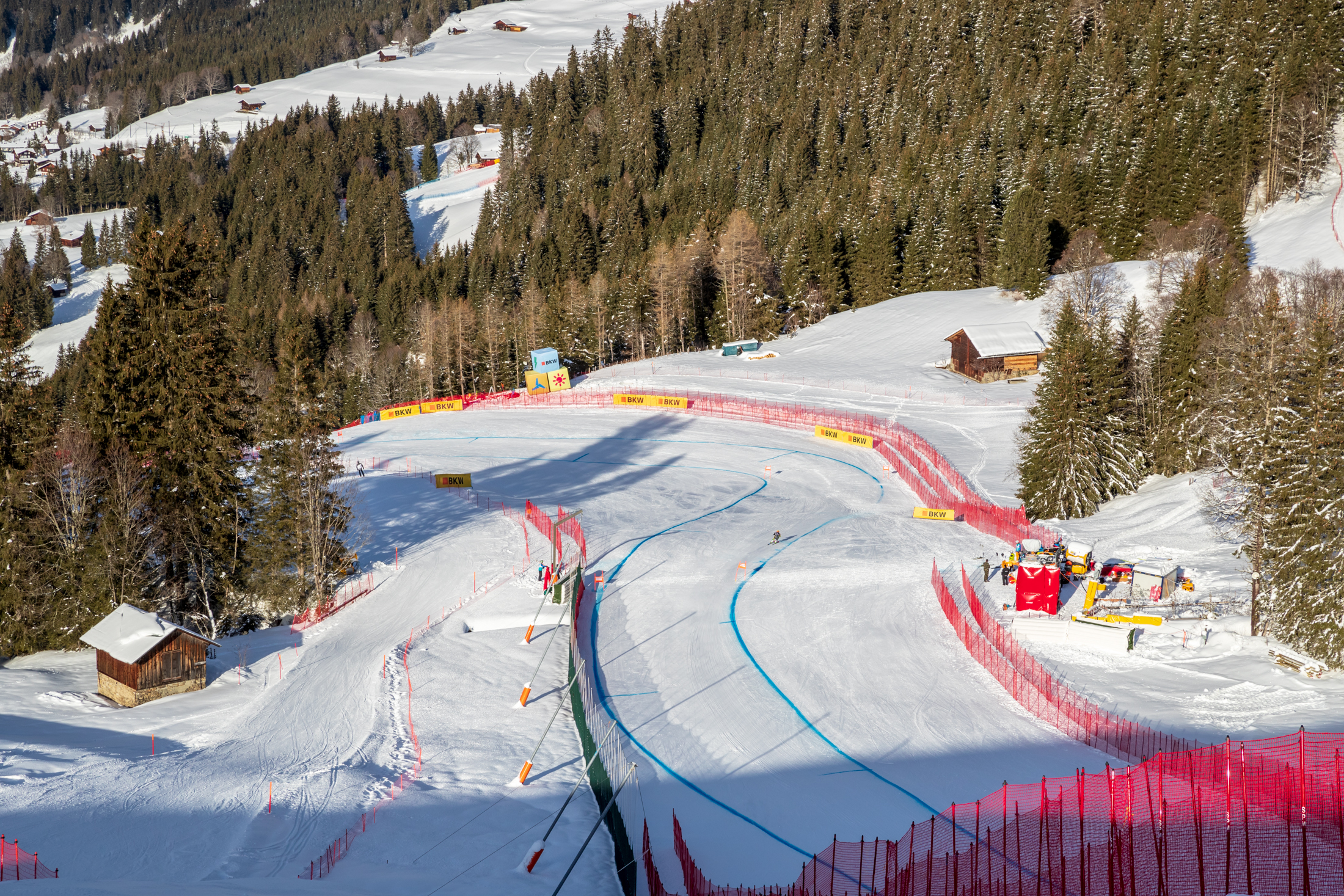
Blick von der Hannegg auf den Seilersboden, 2019
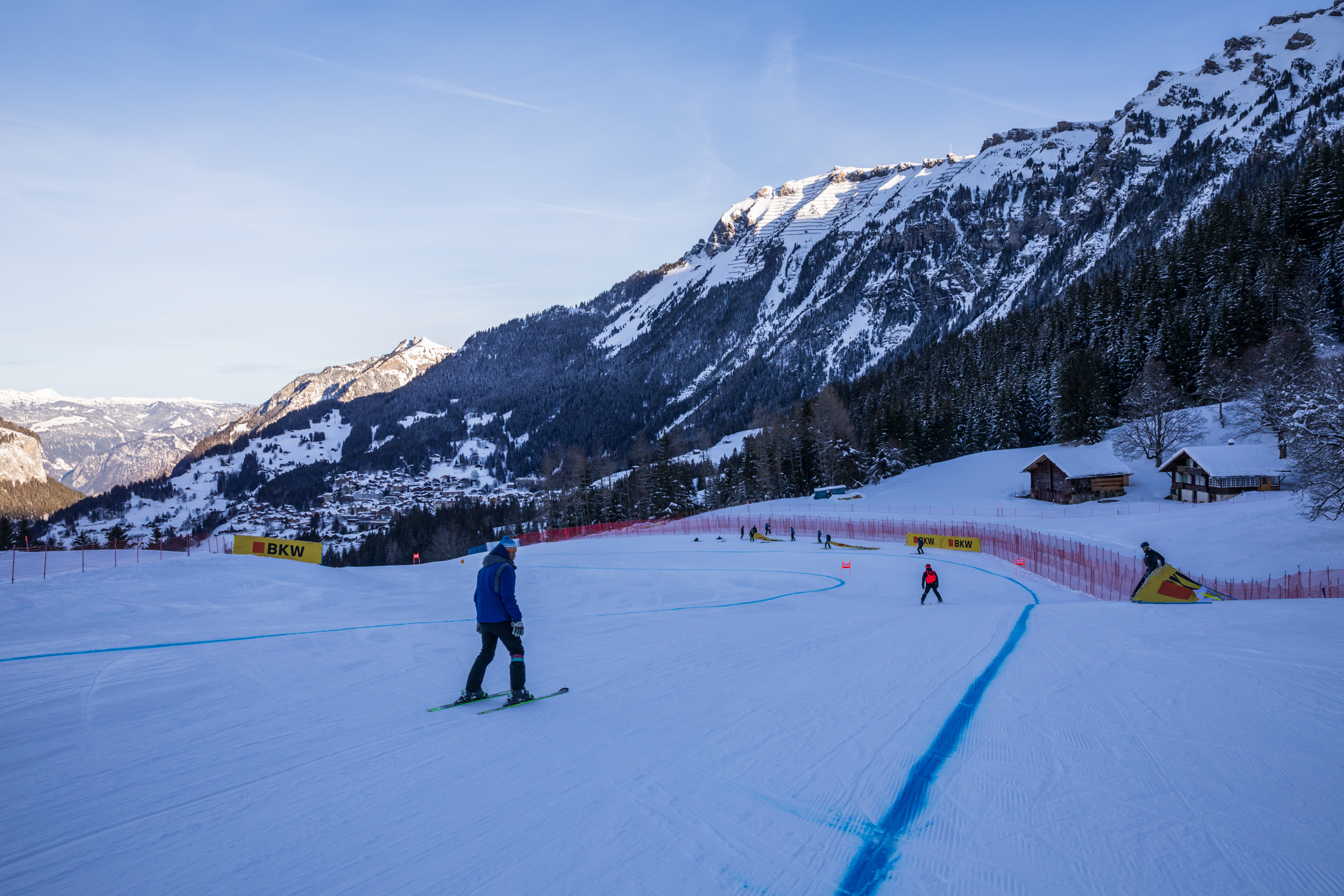
Flachstück Seilersboden, 2019

### Silberhornsprung
(1450 m ü. M. | 2.07.6 Fahrminuten)
Nach dieser Passage geht es über den 2003 neu eingebauten Silberhornsprung. Der Sprung wurde so angelegt, dass in der Kameraeinstellung der Fernsehübertragungen nebst den springenden Rennläufern im Hintergrund das Silberhorn zu sehen ist. Die Schwierigkeit besteht hier in der Linienwahl bei der Anfahrt, da der Sprung inmitten einer Rechtskurve angelegt ist.

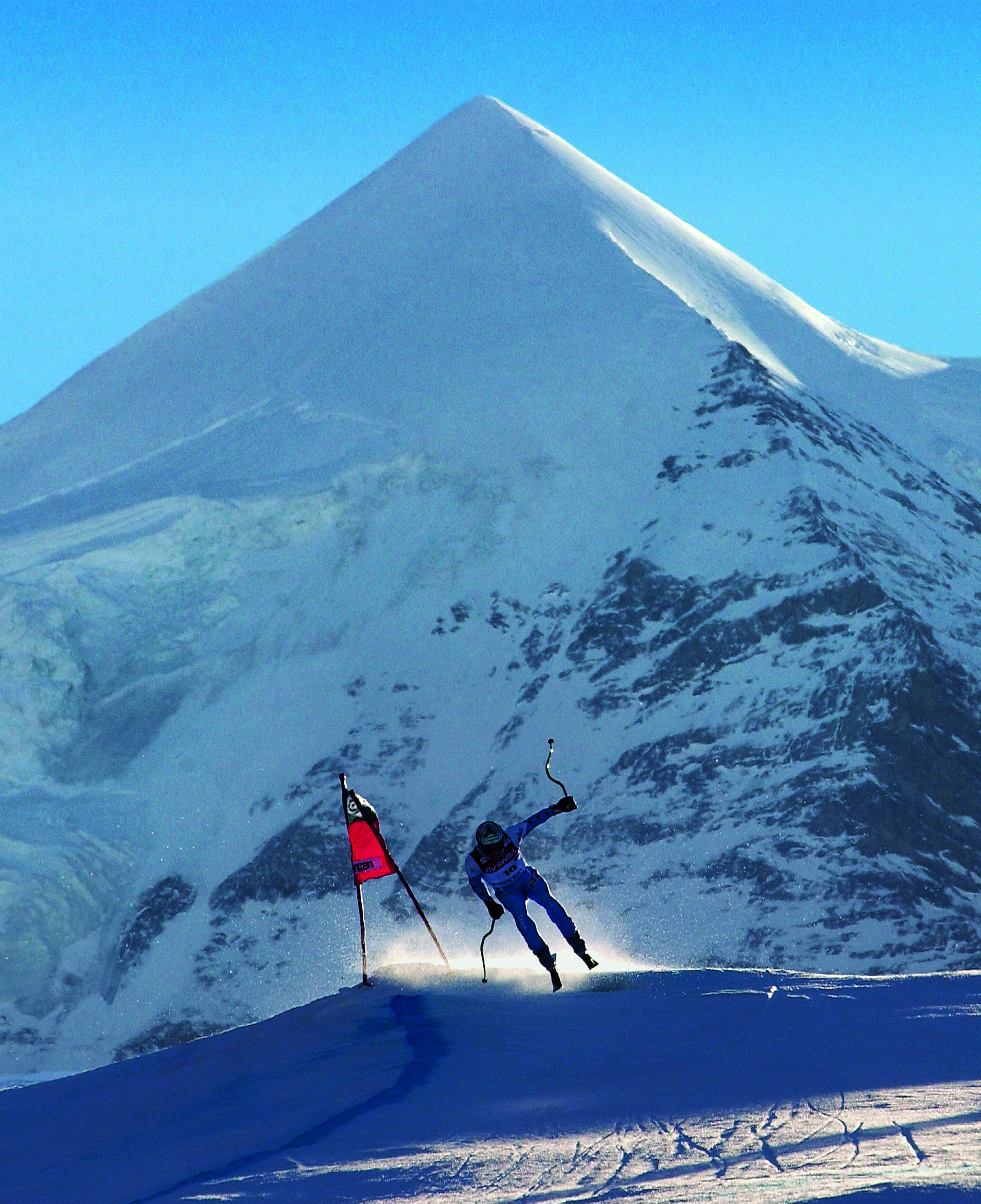
Der Silberhornsprung vor dem Silberhorn im Jahr seiner Einführung 2003
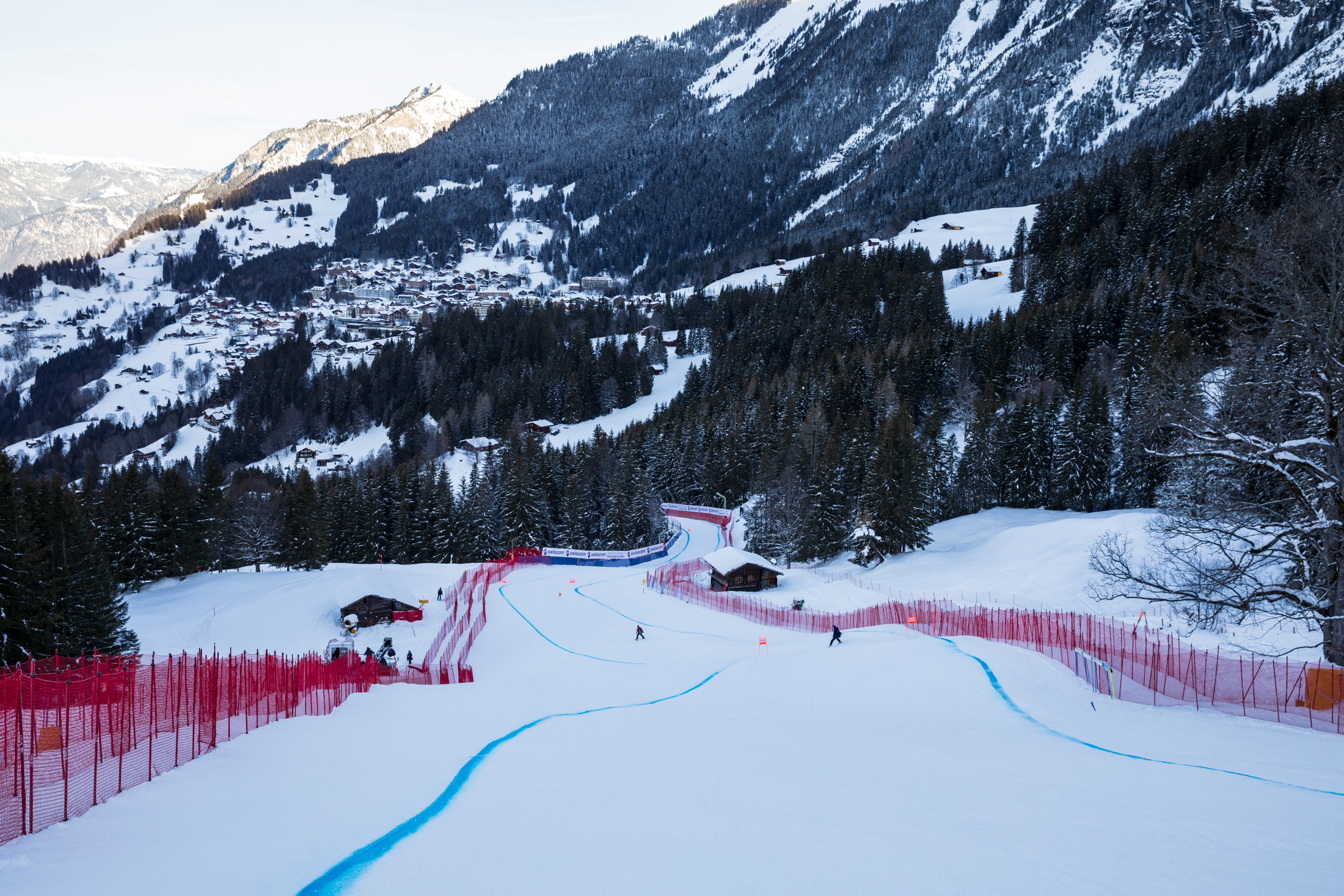
Blick vom Silberhornsprung Richtung Wegscheide, 2017

### Wegscheide
(1420 m ü. M. | 2.09.1 Fahrminuten)
Die im Wald verlaufende Passage wird von unruhigen Kurven geprägt.

### Österreicherloch
(1390 m ü. M. | 2.13.9 Fahrminuten)

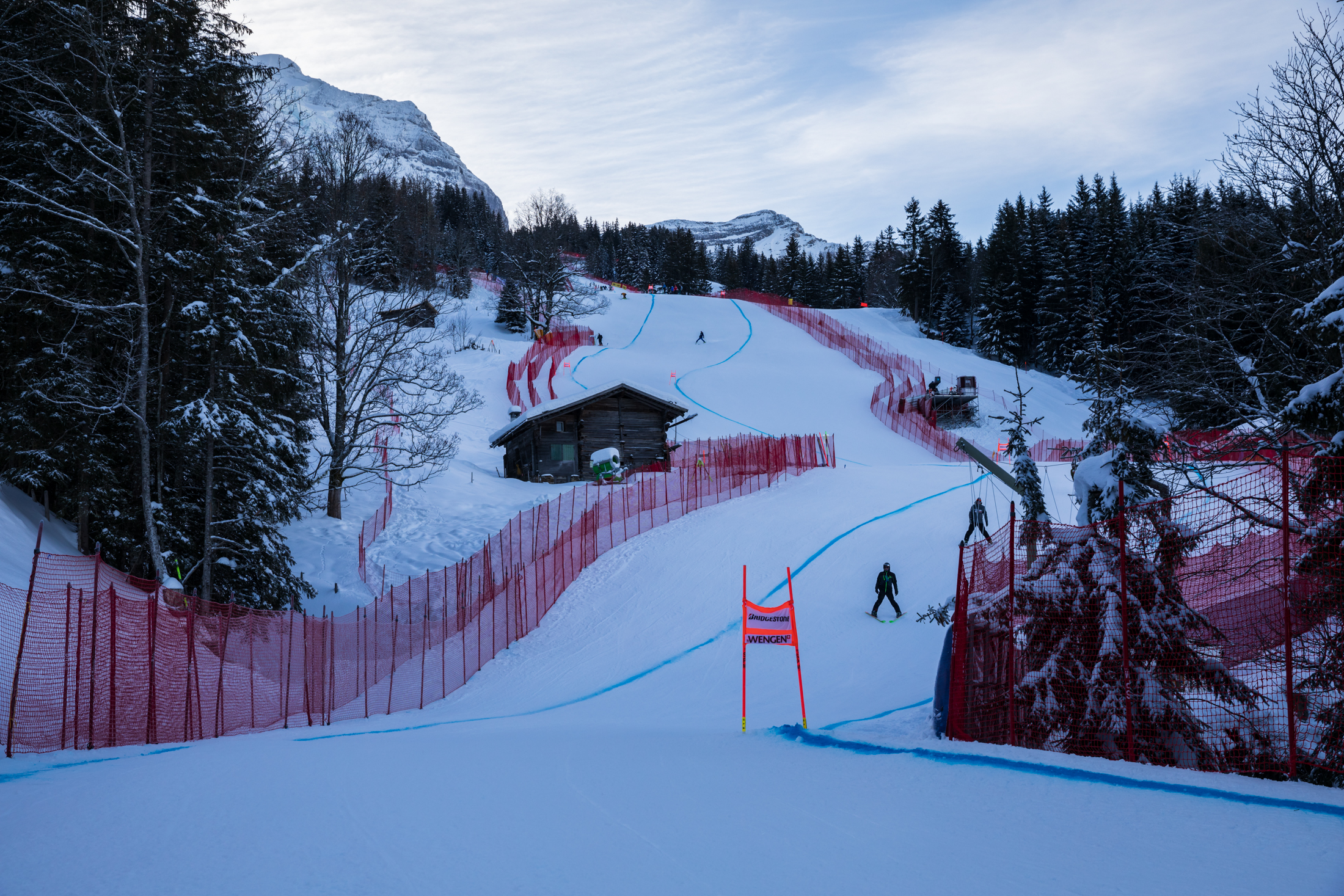
Österreicherloch, 2019

Zur Wegscheide gehört das Österreicherloch. Es erhielt seinen Namen 1954, nachdem an dieser Stelle die drei Österreicher Toni Sailer, Anderl Molterer und Walter Schuster gestürzt waren. Die Buckel, die sie damals von der Piste warfen, wurden mittlerweile abgetragen.

### Ziel-S
(1385 m ü. M. | 2.18.0 Fahrminuten)
Eine scharfe Linkskurve mit anschliessender Bodenwelle leitet zur letzten Schlüsselstelle, dem Ziel-S, über. Zu diesem Zeitpunkt sind alle anderen Weltcup-Abfahrten längst vorbei. Die technisch schwierige, stark drehende, oft vereiste und unruhige Rechts-Links-Kombination am Ende der langen Abfahrt fordert von den Rennläufern nochmals viel Kraft und entscheidet nicht selten über den Ausgang des Rennens.
1991 verunglückte hier Gernot Reinstadler tödlich.

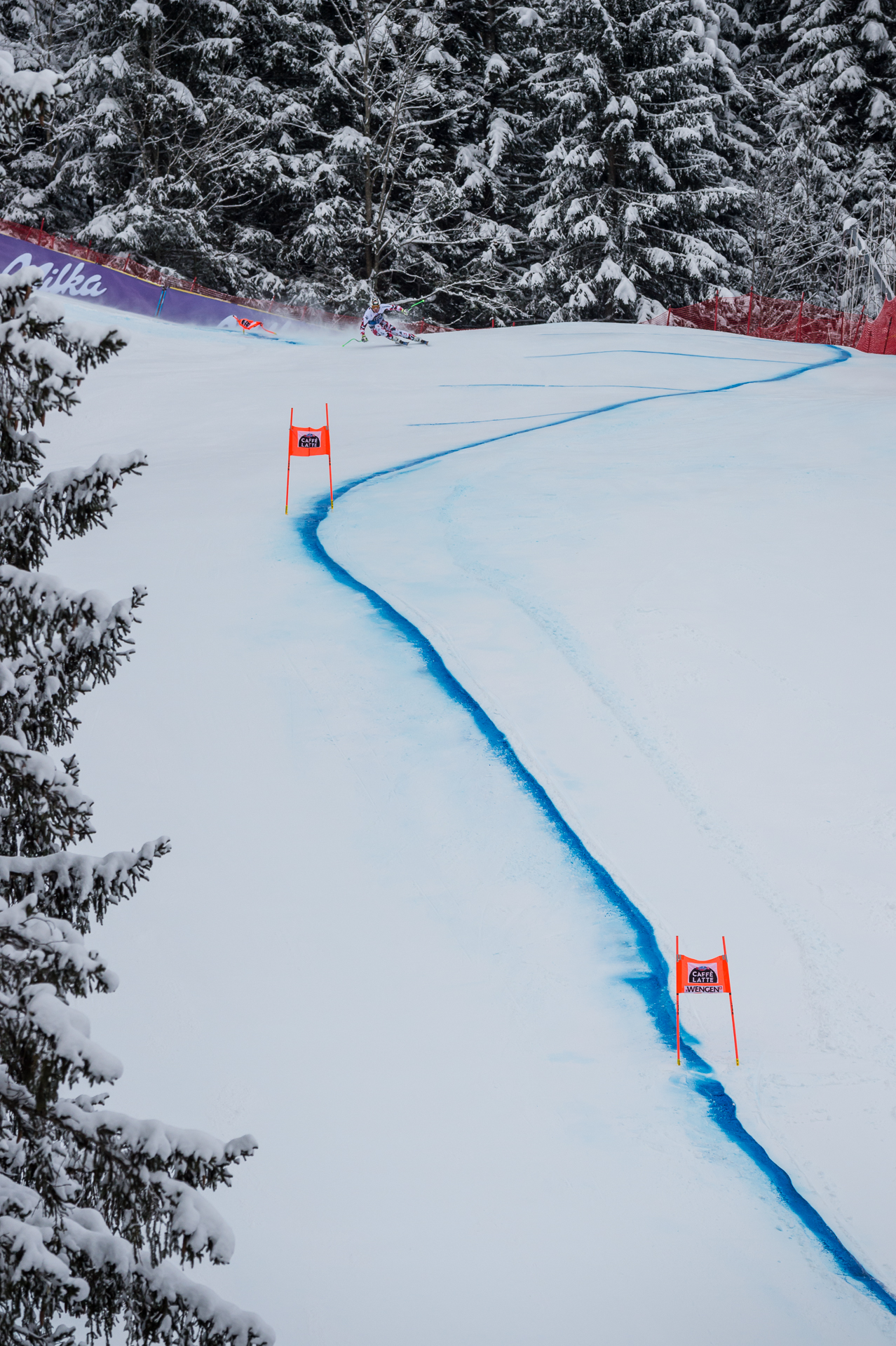
Technisch anspruchsvoll: Das Ziel-S, 2019
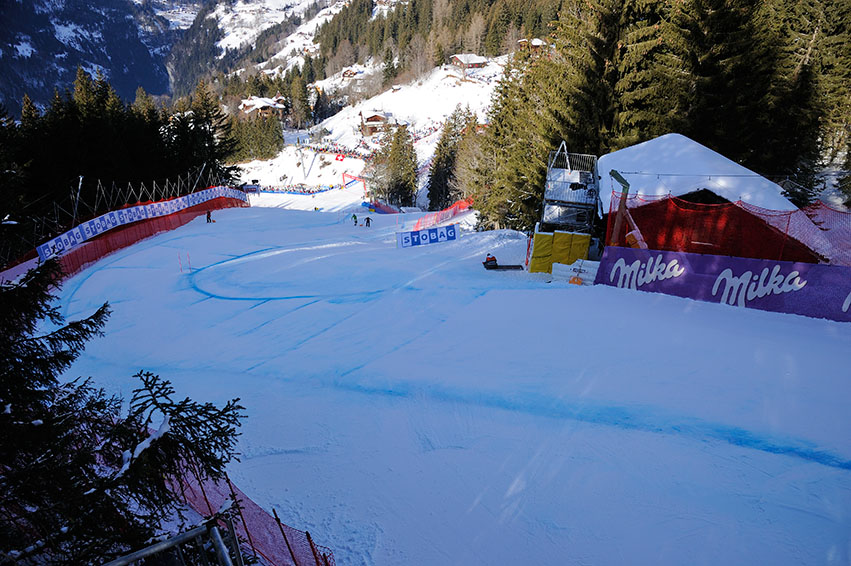
Einfahrt Ziel-S, 2012
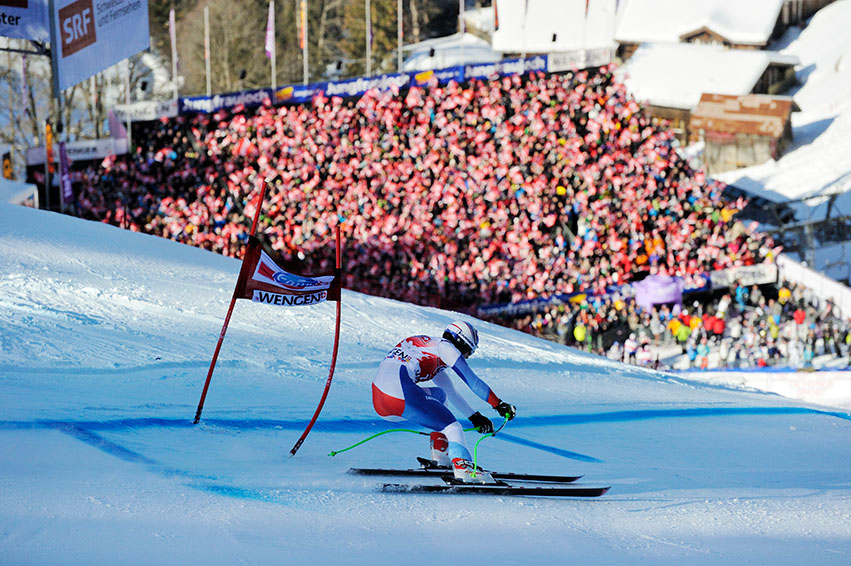
Ziel-S mit voll besetztem Zielstadion, 2012

### Zielschuss
(1325 m ü. M. | 2.24.2 Fahrminuten)
Das Ziel-S leitet über in den Zielschuss, mit einer Neigung von 42 Grad nach dem Hundschopf der steilste Streckenabschnitt. Der Zielsprung wurde vor dem Rennen 2009 aus Sicherheitsgründen abgeflacht, die Zufahrt wurde verbreitert. Zuvor waren hier viele Fahrer gestürzt, so Peter Müller, Silvano Beltrametti, Adrien Duvillard und 2007 Bode Miller – die Ziellinie schlitternd als Sieger überquerend. Der Zielschuss verlangt von den Fahrern auch heute noch die letzten Reserven.

Ernst Gertsch im Zielschuss, um 1940
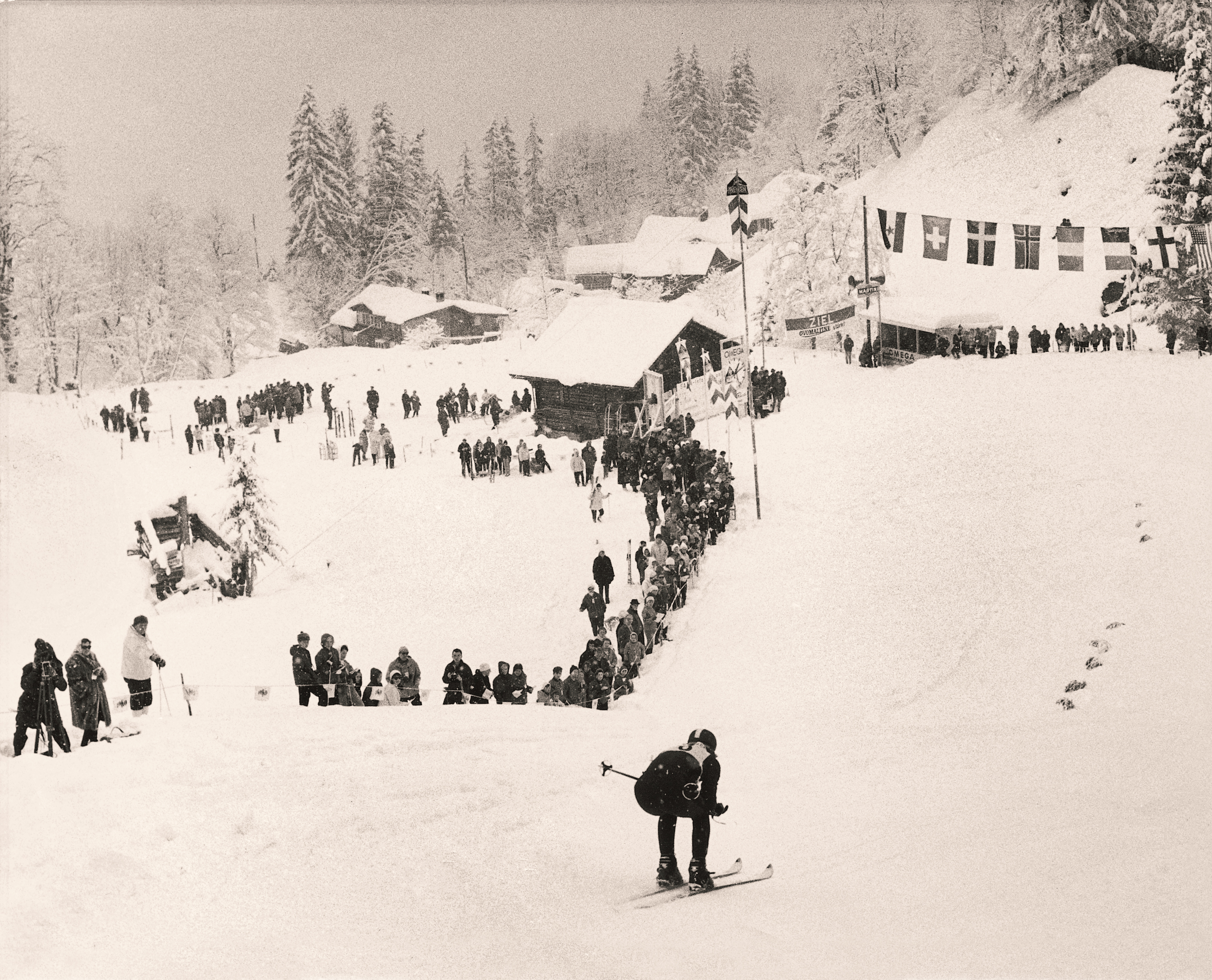
Der Zielschuss mit dem noch schwach besuchten Zielbereich um 1965
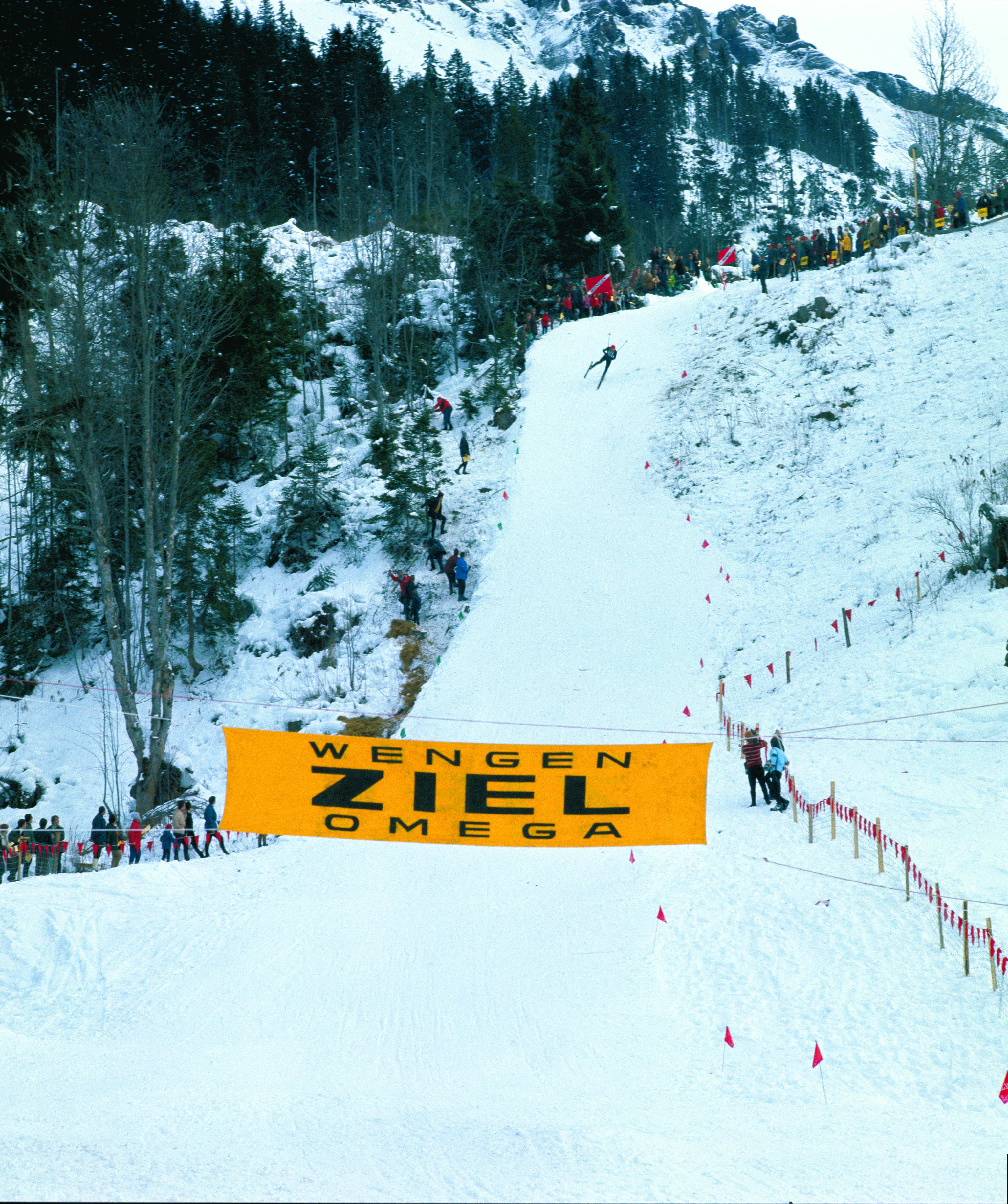
Um 1985 war der Zielschuss noch extrem eng
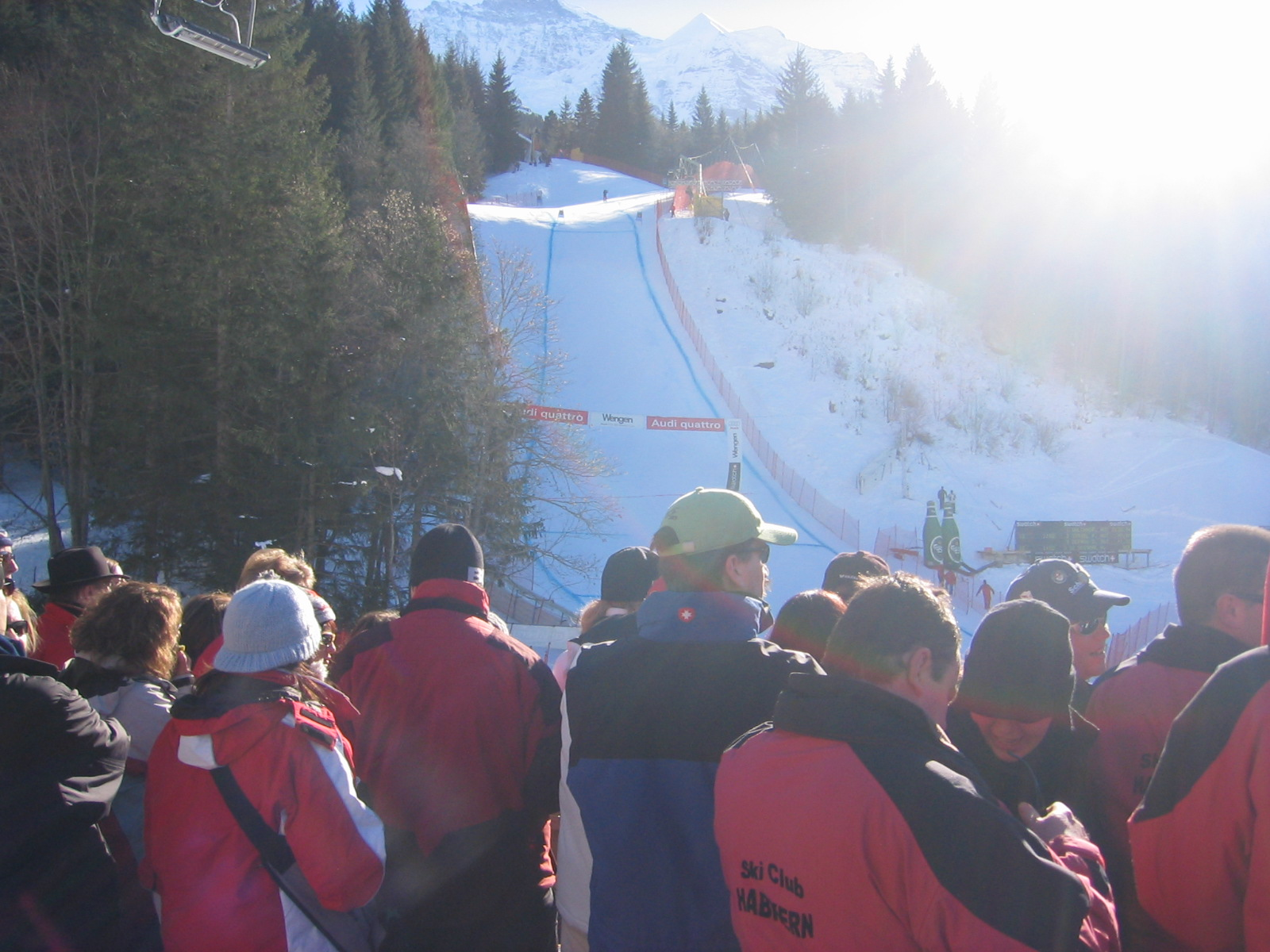
Der bereits breitere Zielschuss, 2006
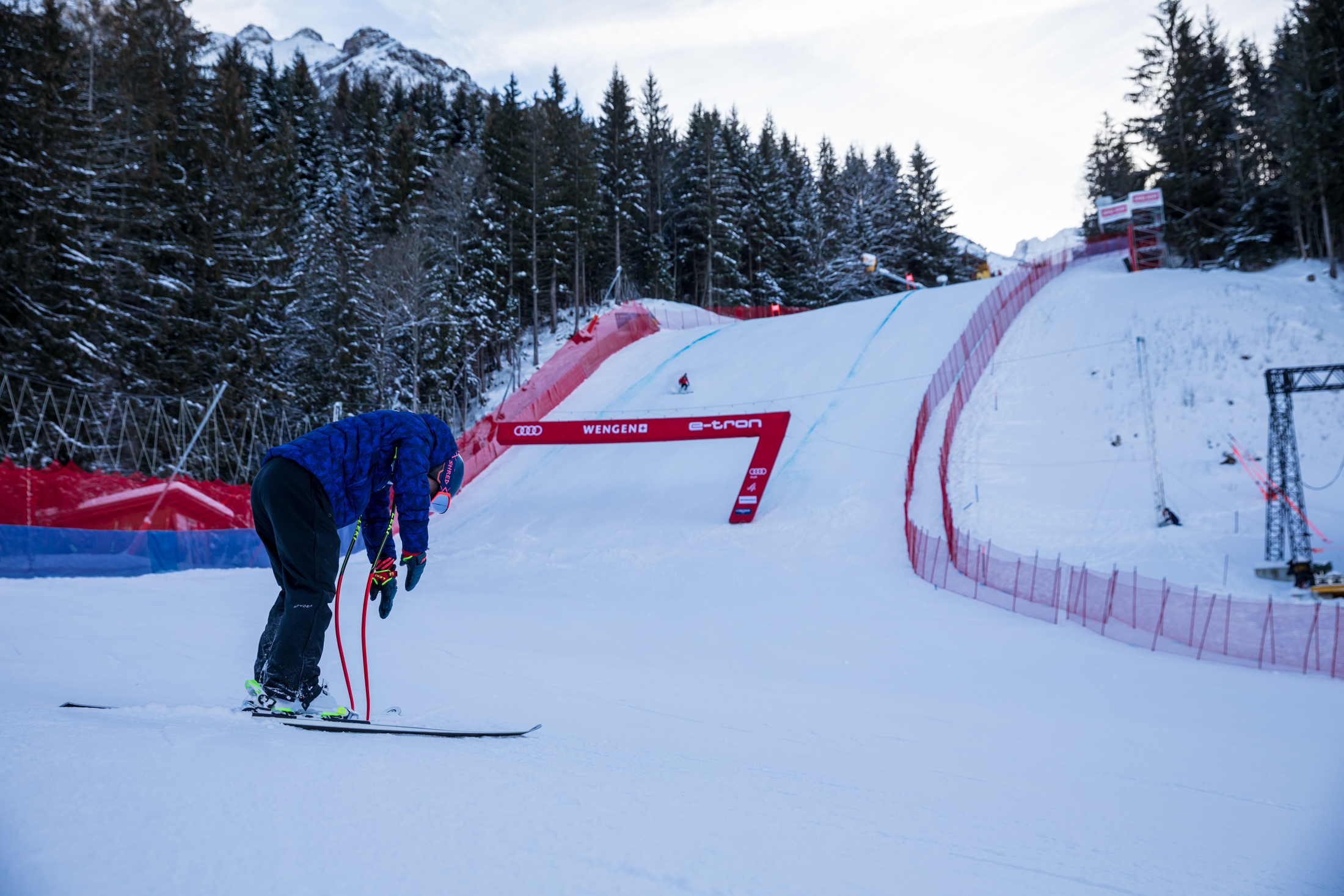
Der entschärfte Zielschuss, 2019

### Ziel
(1287 m ü. M. | 2.26.5 Fahrminuten)
Anders als auf der ähnlich spektakulären Streif in Kitzbühel sieht der Fahrer hier erst auf der Höhe der Ziellinie das Zielstadion mit der temporären Tribüne und dem permanenten Medienzentrum. Das Ziel befindet sich in Innerwengen, rund einen Kilometer südlich des Dorfzentrums.
Der Slalom wird auf der Piste Jungfrau / Männlichen durchgeführt und endet im gleichen Zielraum wie die Abfahrt.

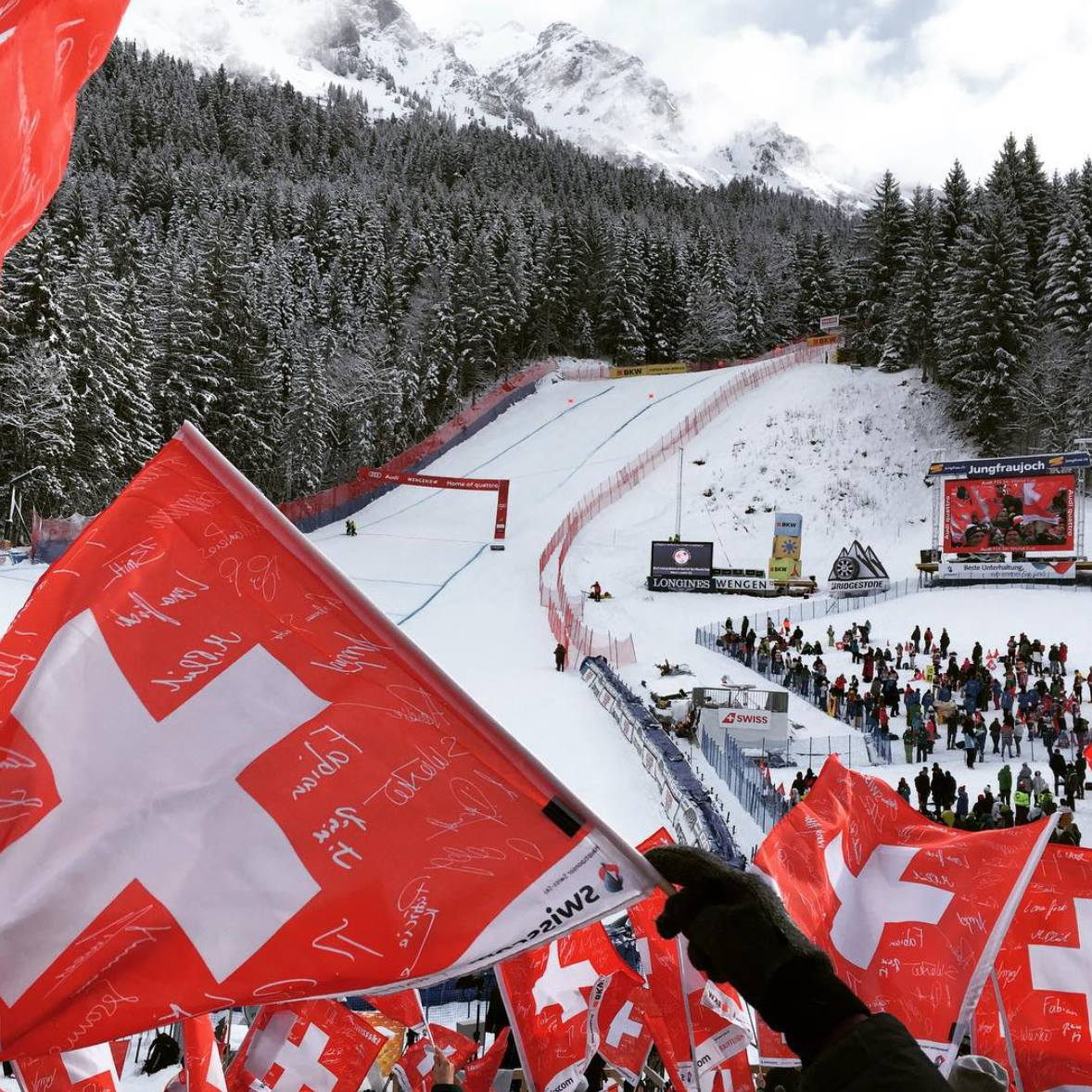
Blick vom Zielstadion auf den Zielhang der Abfahrtpiste Lauberhorn, 2016
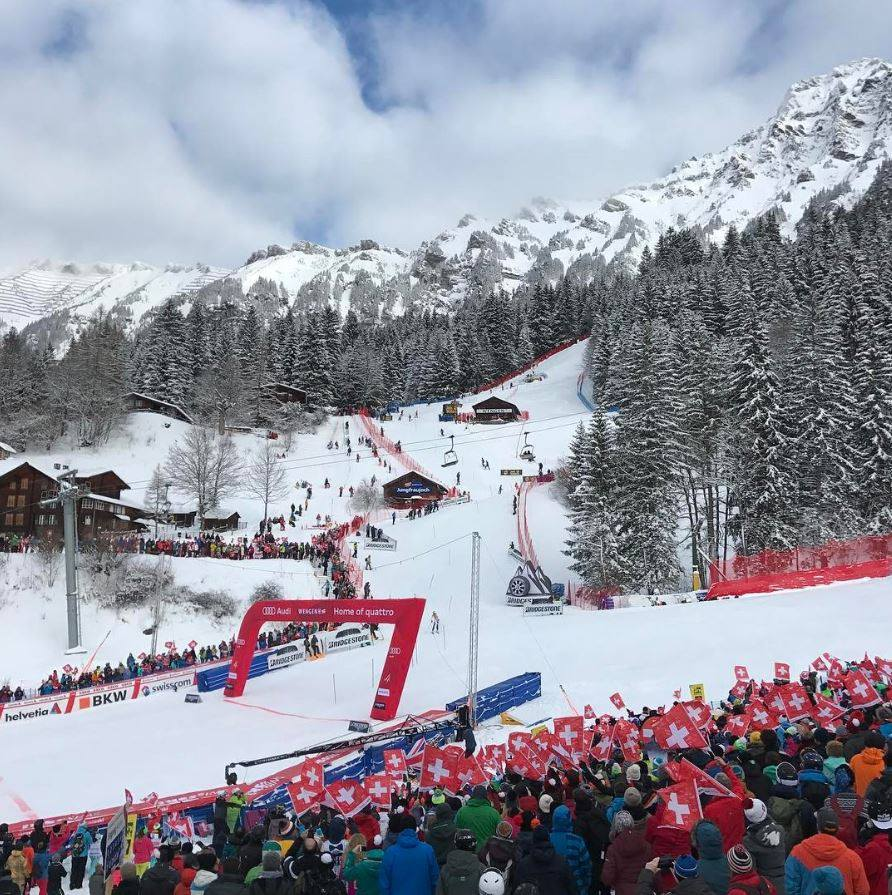
Blick vom Zielstadion auf den Zielhang der Slalompisten Jungfrau und Männlichen, 2017
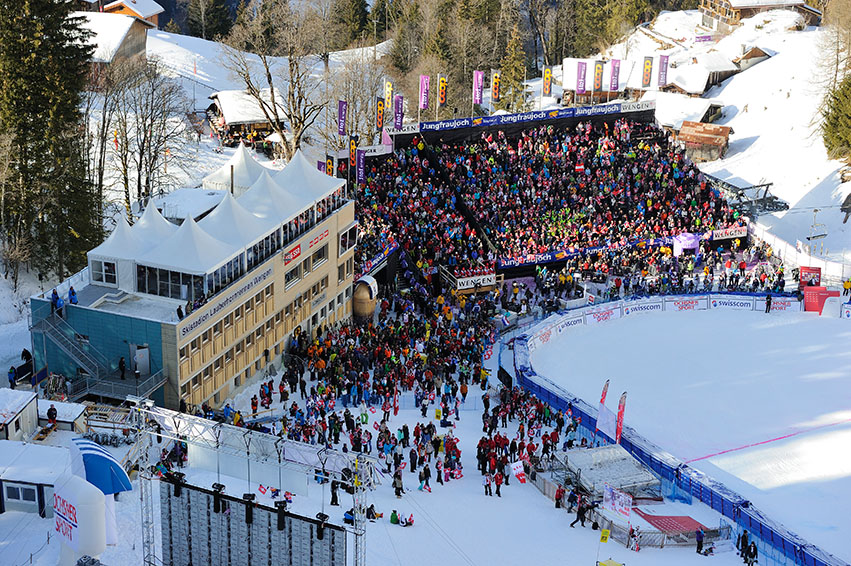
Zielstadion in Innerwengen mit Publikumstribüne und Medienhaus, 2012

## Kombinationsabfahrt
Die Super-Kombination des Lauberhornrennens war die einzige im Weltcup, bei der die Abfahrt aufgrund ihrer enormen Länge noch auf einer verkürzten Strecke gefahren wurde: Der Start der Kombinationsabfahrt lag auf einer Höhe von 2000 Metern oberhalb der S-Kurve vor dem Hundschopf.

## Rekordsieger

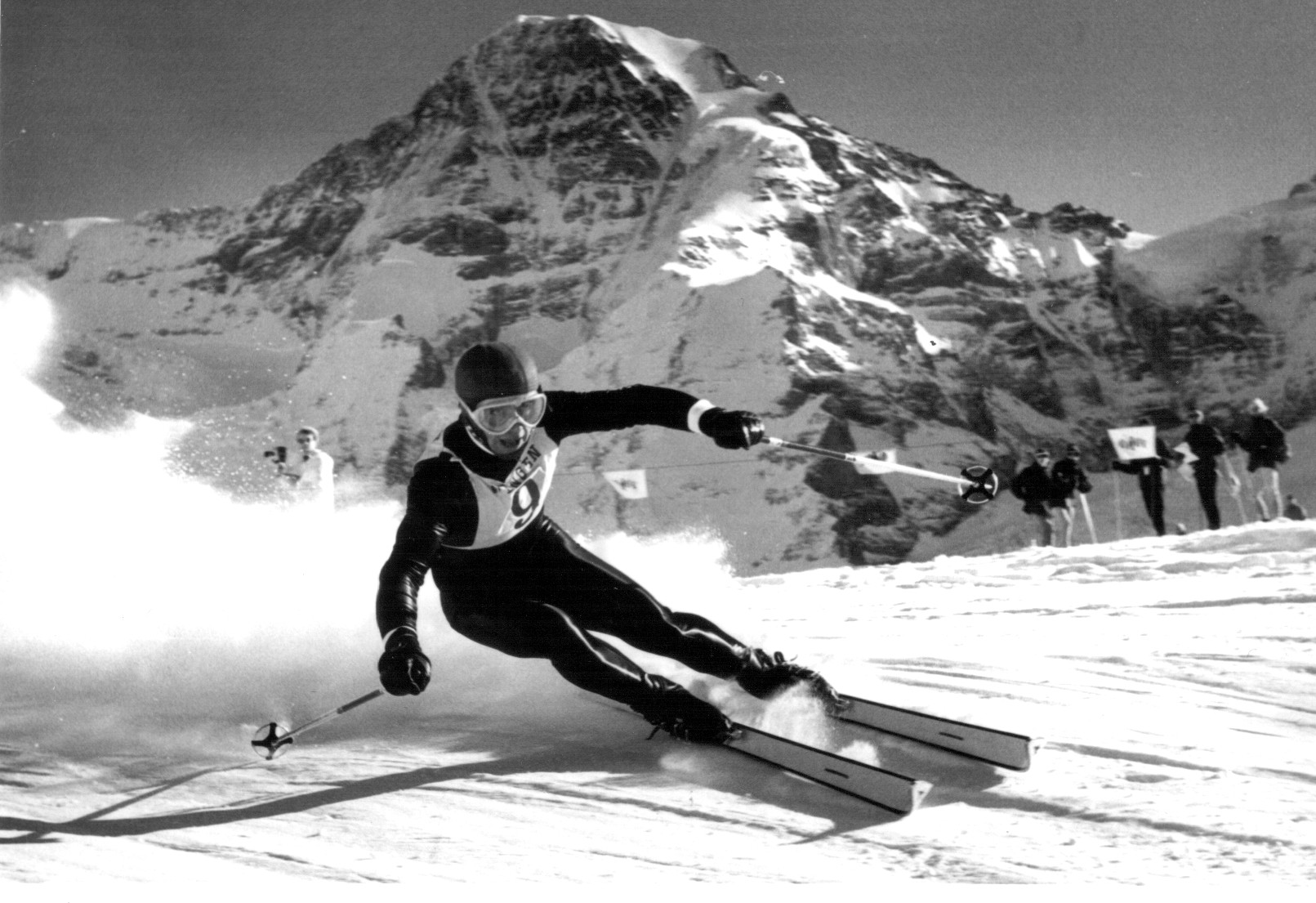
Karl Schranz am Lauberhorn, 1966

Folgende Rennläufer konnten die Lauberhornabfahrt öfter als ein Mal gewinnen:
- 6 Siege

Karl Molitor (1939, 1940, 1942, 1943, 1945, 1947)
- 4 Siege

Toni Sailer (1955, 1956, 1957, 1958);
Karl Schranz (1959, 1963, 1966, 1969)
- 3 Siege

Rudolf Graf (1941, 1944, 1949);
Franz Klammer (1975, 1976, 1977); Beat Feuz (2012, 2018, 2020); Marco Odermatt (11. und 13. Januar 2024, 2025)
- 2 Siege

Fritz Steuri (1931, 1932);
Heinz von Allmen (1937, 1938);
Othmar Schneider (1951, 1952);
Marc Girardelli (20. und 21. Januar 1989);
Stephan Eberharter (2002, 2003);
Bode Miller (2007, 2008);
Vincent Kriechmayr (2019, 2022);
Aleksander Aamodt Kilde (2022, 2023)